# بوينغ 787
طائرة الأحلام بوينغ 787 (بالإنجليزية: Boeing 787 Dreamliner)‏ هي طائرة ركاب نفاثة مدنية ثنائية المحرك ذات بدن واسع ومتوسطة الحجم. طورتها شركة بوينغ لصناعة الطائرات المدنية. وتتراوح سعتها ما بين 210 و330 مسافرا حسب تصميم الكراسي داخل حُجْرَة الركاب. الأهم من ذلك هو إعلان بوينغ بأن هذه الطائرة ستكون أكثر الطائرات كفاءة في صرف الوقود، فيقل استهلاك الوقود في تلك الطائرة ب 20% عن مثيلتها بالحجم بوينغ 767. وهي أول طائرة تصنع من مواد مركبة، بعض معالمها المتميزة تشمل الزجاج الأمامي من أربع ألواح، والعلامات على غطاء المحرك التي تحد من الضوضاء، وكذلك محيط واجهة مقدمة الطائرة السلس.
حتى تاريخ 28 يناير 2005 كانت تلك الطائرة تعرف باسم "B 7E7".‏ عرضت شركة البوينغ أول طائرة 787 مع بدء الاحتفال في مصنع بوينغ إفريت بولاية واشنطن يوم 8 يوليو 2007، أي في ذات الوقت الذي اعتبرت فيه تلك الطائرة الأسرع مبيعًا في تاريخ طائرات الجسم العريض، حيث تم استلام 677 طلب شراء، ووصلت طلبات 787 حتى أكتوبر 2011 إلى 797 طلبا من 57 زبونا.
شمل تطوير وإنتاج 787 تعاونا كبيرا للشركة مع موردين عدة حول العالم حتى تلتقي في التجميع النهائي في مصنع بوينغ إفريت في إيفرت، واشنطن. وسيكون هناك أيضا مصنع لتجميع الطائرة في شمال شارلستون ساوث كارولينا، فالمصنعان سيقومان بتوصيل طائرات 787 للزبائن. وكان من المفترض دخولها الخدمة في مايو 2008 ولكن المشروع عانى من التأجيل المتكرر لأكثر من ثلاث سنوات عن موعده الأصلي. فكانت أول طيران لتلك الطائرة في 15 ديسمبر 2009 وأتمت اختبار الطيران في منتصف 2011، واستلمت في أواخر أغسطس شهادات الطراز من وكالتي الطيران الفدرالي الأمريكي ووكالة سلامة الطيران الأوروبية (EASA) وأوصلت أول نسخة من الطائرة إلى الزبون في أواخر سبتمبر 2011 ولكنها لم تدخل الخدمة الفعلية إلا بعدها بشهر أي أواخر أكتوبر 2011.

## التطوير

### البداية
بدأ التفكير جدّيًا بتبديل طائرات B 767 في أواخر تسعينيات القرن العشرين بعدما قلت مبيعاتها بسبب منافسة الإيرباص 200-330، كذلك كان لانخفاض نسبة مبيعات طائرات الجامبو 747-400 كبير الأثر في التشجيع على اتخاذ هذه الخطوة. وكانت الشركة قد جهزت بديلين: الطوّافة الصوتية (بالإنجليزية: Sonic Cruiser)‏ و747x، وذلك كون الأولى أسرع بمعدل 15% من البوينغ 767 (حوالي 0.98 ماخ) وتستهلك كمية من الوقود معادلة للكمية التي تستهلكها الطرازات بوينغ 767 أو الإيرباص A330، بينما الثانية كانت أكثر كفاءة من بوينغ 747-400 على الرغم من أنها تصل لنفس الطول نتيجة عمل تركيبة جناح فائقة الدقة. جاء رد فعل السوق للطائرة 747X فاترًا، بينما كان أفضل حالاً للطوّافة الصوتية، فبعض خطوط الطيران الكبيرة، كخطوط كونتيننتال، أبدت بعض الحماس لفكرة الطوّافة الصوتية وإن عبروا عن قلقهم بخصوص تكلفة التشغيل.
بعد أحداث 11 سبتمبر 2001 وارتفاع أسعار المحروقات انقلبت الأوضاع في سوق الطيران، فاتجهت شركات الطيران نحو الكفاءة عوضا عن السرعة، ومن ثم ألغت البوينغ رسميا الطوّافة الصوتية في 20 ديسمبر 2002. ولتغيير المسار فقد أعلنت الشركة عن منتج بديل باستخدام تقنية الطوافة الصوتية في تكوين طائرة أكثر تقليدية وهي 7E7 في 29 يناير 2003. ويمثل التركيز على طائرة ثنائية المحرك متوسطة الحجم أصغر بدلا من طائرة 747 ضخمة تحولا محوريا حيث انتقل من نظرية التجمع ثم الانتشار إلى نظرية النقل من نقطة إلى أخرى مباشرة استجابة لتحليلات فئات المختبرين.
أطلق على المشروع البديل للطوّافة الصوتية اسم "7E7"‏ (مع اسم رمزي مطور "Y2"). تسعى شركة بوينغ لاستخدام تقنية الطوّافة الصوتية و7E7 كجزء من مشروعها الهادف إلى استبدال خط تصنيع الطائرات المدنية بالكامل، ويُعرف هذا المشروع باسم مشروع يلوستون (بحيث تكون 7E7 هي المرحلة الأولى). كان المصممون يخططون لإضافة نوافذ أنيقة في قمرة القيادة وواجهة منخفضة وذيل مميز يشبه زعنفة القرش. أطلق المصممون على مشروع الطائرة البديلة تسمية "B 7E7"، حيث أن الحرف E كان يرمز إلى معاني كثيرة مثل "Efficiency"، أي الكفاءة أو "Environmentally friendly"، أي صديقة للبيئة، وبالنهاية وقع الاختيار على كلمة "Eight" أي «ثمانية»، فأعطت الرمز النهائي له: "787". أجرت الشركة كذلك الأمر عملية تصويت لاختيار أحسن لقب للمشروع الجديد، فوقع الاختيار على لقب "Dreamliner"، أي «طائرة الأحلام»، بعد أن حصد على 500 ألف صوت.

### مرحلة التصميم
بتاريخ 26 أبريل سنة 2004، دشنت شركة خطوط كل اليابان الجوية المشروع بإعلانها طلب مؤكد لخمسين طائرة تستلمها أواخر سنة 2008. تضمن طلب تلك الشركة 30 طائرة من طراز 787-3 ذات درجة واحدة للطيران المحلي، يتراوح عدد الكراسي فيها بين 290 و330 كرسيًا، و20 طائرة من طراز 787-8 ذات مدى بعيد (طيران دولي)، يتراوح عدد الكراسي فيها بين 210 و250 كرسيًا، وذات درجتين للرحلات الإقليمية الدولية، مثل تلك التي تقوم بها الشركة بين طوكيو وناريتا وبكين وغيرها. يقول المهندسون أنه من المتوقع لهذه الطائرات أن تسمح للشركة الناقلة سالفة الذكر بفتح خطوط طيران لمدن متوسطة الكثافة السكانية لم تكن لها خطوط جوية مشتركة معها من قبل مثل دنفر وموسكو ونيودلهي. تعتبر طائرتي 787-3 و787-8 من أوائل النسخ، أما النسخة 787-9 فدخلت الخدمة في 2010.

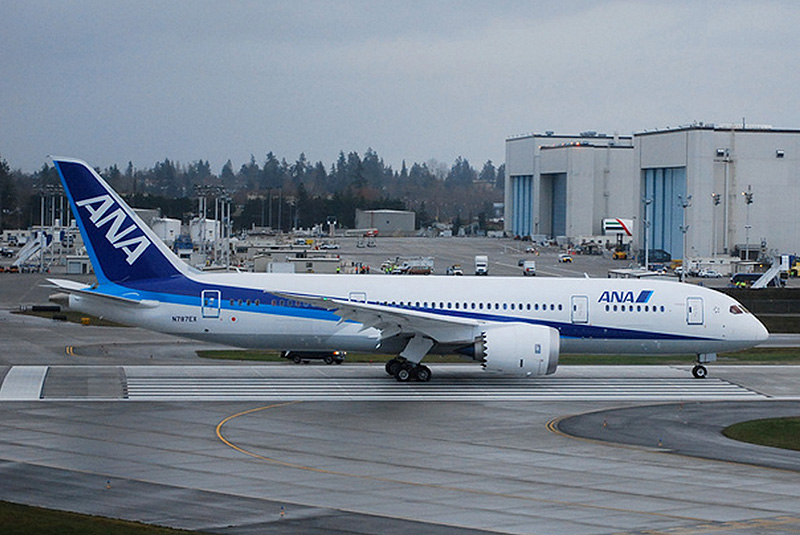
طائرة الأحلام الخاصة بشركة خطوط كل اليابان الجوية، وقد أجرت هبوطًا اضطراريًا في ولاية تكساس الأمريكية أثناء أول رحلة اختبارية لها بتاريخ 9 نوفمبر 2010.

صممت 787 لتكون أول طائرة ركاب تنتج من مواد مركبة، بحيث يجمع بدن الطائرة بمقاطع اسطوانية مركبة كأنها قطعة واحدة بدلا من صفائح الألمنيوم المتعددة و50000 مشبك مثبت تستخدم في الطائرات الحالية. اختارت بوينغ محركين جديدين لطائرتها وهما جنرال إلكتريك جينكس ورولز رويس ترنت 1000، وادعت بوينغ أن تلك الطائرة ستكون كفائتها في صرف الوقود قريبة من 20% على الأقل من كفاءة طائرة 767، وأن 40% من تلك الزيادة بالكفاءة يأتي من المحركات، إضافة إلى تطوير الانسيابية الهوائية وزيادة استخدام المواد المركبة خفيفة الوزن والنظم المتقدمة. وكانت النية لتأهيل كلا من 787-8 و787-9 ليتمكنا من الطيران 330 دقيقة حسب العمليات الممتدة ايتابس (ETOPS) ‏.
خضعت الطائرة 787 لاختبار الهواء في نفق الرياح الأسرع من الصوت التابع لبوينغ خلال مرحلة التصميم، وفي نفق شركة "QinetiQ" الموجود في فارنبوره ببريطانيا، وبنفق الهواء بمركز أبحاث ناسا الأمريكية، وأيضا بالمركز الفرنسي لأبحاث ديناميكا الهواء الذي أنشئ عام 2004. كان التصميم النهائي للطائرة محافظا أكثر من المقترحات السابقة، بحيث تغيرت المقدمة والزعانف ونوافذ قمرة القيادة إلى شكل تقليدي أكثر. بحلول نهاية عام 2004 وصلت طلبات إعلان شراء للزبائن والتعهد بالشراء لتلك الطائرات إلى 237 طائرة، كانت تسعيرة بوينغ الابتدائية لطراز 787-8 حوالي 120 مليون دولار أمريكي، وهو رقم منخفض فاجأ الصناعة نظرًا لأن هذا المبلغ يعتبر مبلغًا قليلاً بالنسبة لطائرة حديثة الصنع. ولكن في سنة 2007 أصبح سعر 787-3 ما بين 146–151.5 مليون دولار أمريكي والنسخة 787-8 ما بين 157–167 مليون دولار أمريكي والنسخة 787-9 ما بين 189–200 مليون دولار أمريكي.

### الإنتاج والمزودون

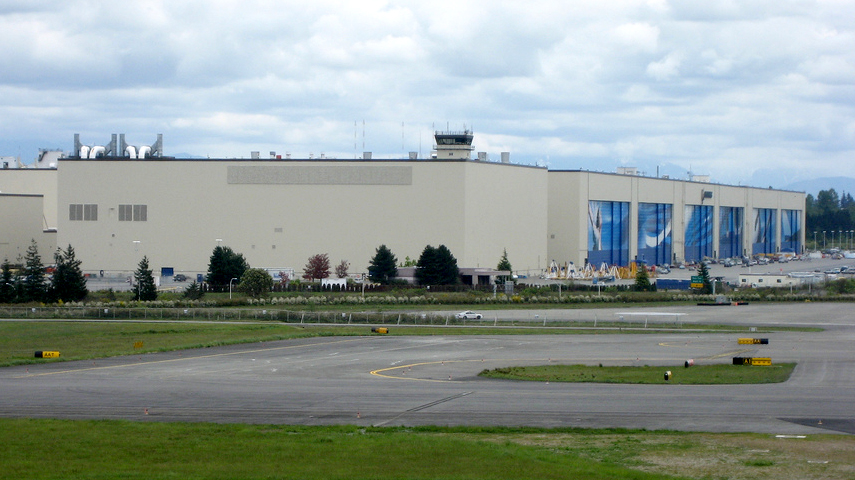
منشأة بوينغ في إيفيريت حيث التجميع النهائي للطائرة.

بسبب المنافسة الشرسة، أعلنت بوينغ في 16 ديسمبر 2003 بأن تجميع طائراتها طراز 787 سيكون في إيفيرت بولاية واشنطن، فبدلاً من بناء الطائرة بالكامل بالطريقة التقليدية، سيعمل على التجميع النهائي ما بين 800 إلى 1200 عامل لعمل التوصيلات النهائية ودمج الأنظمة مع بعضها البعض، وكانت الشركة قد اتبعت هذه التقنية سابقًا ببرنامج طائرات B 737. حددت بوينغ مقاولينها الفرعيين على المستوى العالمي ليكونوا أكثر عددا وأن يسلموا القطع الصغيرة لشركة بوينغ لاستكمال التجميع النهائي. كان القصد من هذا النهج أن يؤدي إلى خط تجميع أصغر وأبسط وأقل مخزونا. كذلك فإن إحدى أسباب اتباع هذه الطريقة هي توفير الوقت، حيث أن القطع الصغيرة التابعة لقطع الطائرة الضخمة تكون قد رُكبت مسبقًا قبل شحنها إلى إيفيريت، مما يخفض الوقت اللازم لإتمام عملية تجميع الطائرة إلى ربع المدة السابقة، أي 3 أيام.

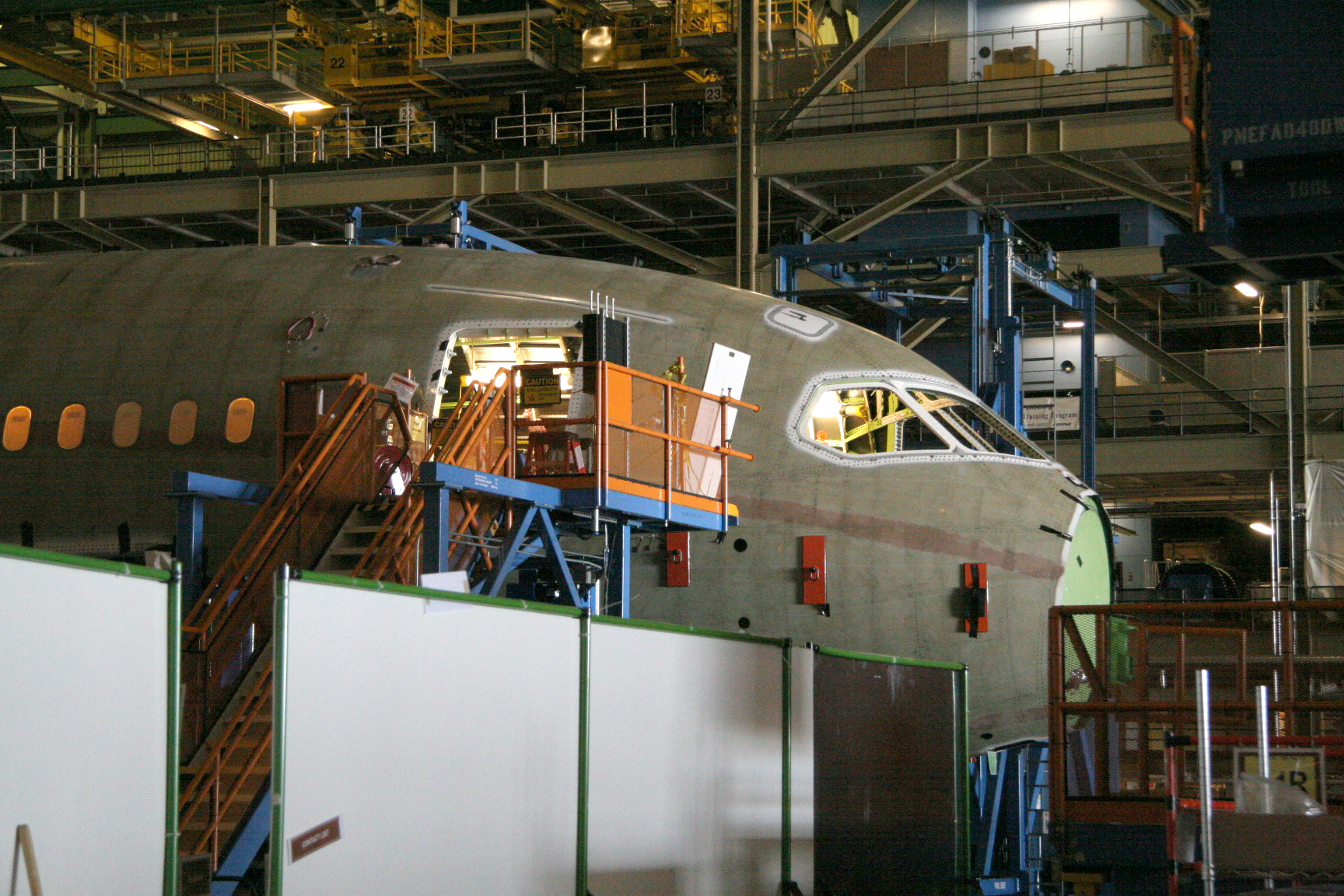
التركيب النهائي لقطاع 41 على البوينغ 787.

تصنّع بوينغ زعنفة ذيل الطائرة في شركتي إلينيا إيرونوتيكا بإيطاليا وكوريا للصناعات الجوية في كوريا الجنوبية، أما أقسام جسم الطائرة فتصنع في (حلوبال إيروناتيكا الإيطالية وبوينغ تشارلستون الأمريكية وكاواساكي للصناعات الثقيلة اليابانية وشركة سبيريت لأنظمة الطيران الأمريكية بولاية كانساس وكوريا للطيران الكورية الجنوبية) بمنشأة موجودة بقرية فريديريكسون بولاية واشنطن الأمريكية، والجنيح وقلاب الجناح بمصنع بوينغ بأستراليا، أما الشكل الانسيابي فقد صُنع بمصنع بوينغ بكندا. لا تبوح بوينغ بتقنيتها وكميات الأجنحة ذات الصفة التجارية التي تنتجها، ولأسباب اقتصادية بحتة فالأجنحة تنتج في مصانع بمدينة ناغويا اليابانية مثل مصانع ميتسوبيشي للصناعات الثقيلة. يُصنّع سطح التوازن الأفقي بإيطاليا، أما عقود الباطن فتُصمم عن طريق أنظمة كاتيا.

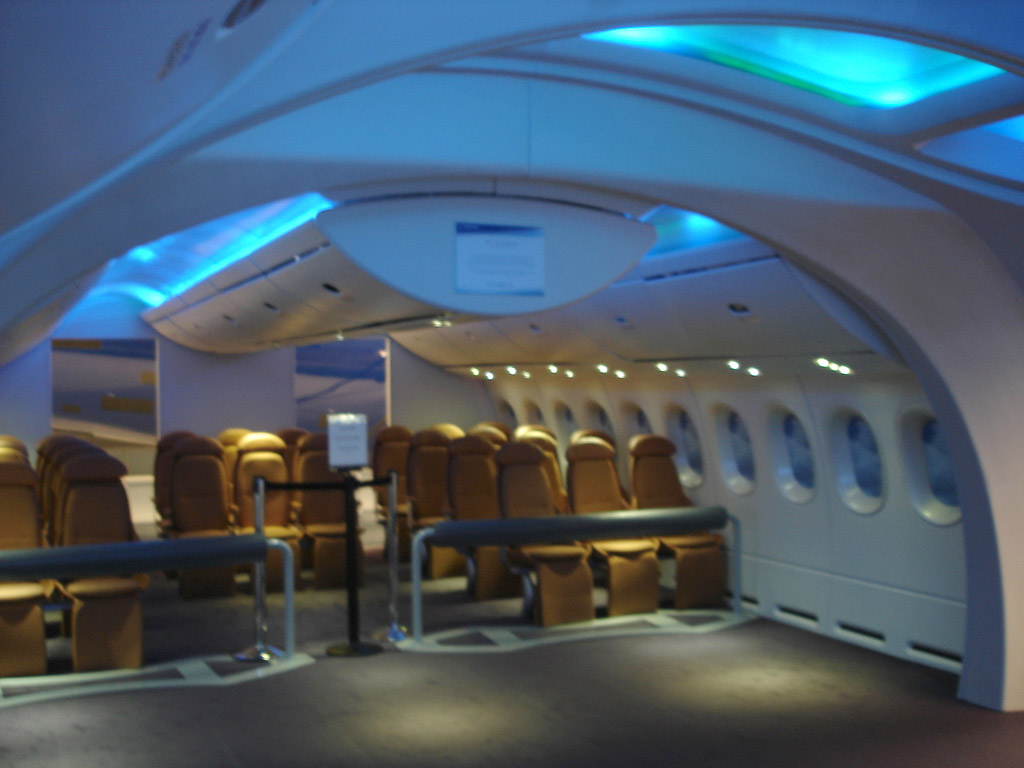
كابينة الركاب.

تصنع أبواب الركاب مجموعة لاتيكور الفرنسية، وأبواب الشحن وأبواب المداخل الصغيرة الموجودة تحت وأيضا باب النجاة للطاقم الطائر فجميعها تصنعها شركة ساب السويدية، والجسور الأرضية في مجموعة تاتا الهندية.، والتمديدات الكهربائية لشركة لابينال الفرنسية، أطراف الأجنحة والقلابات وحماية الإطارات والحاجز الخلفي في الطيران الكوري. وتصنع عجلات الهبوط بفرنسا، وأنظمة التحكم وتوزيع الكهرباء وحزم التكييف بشركة سنستراند في كونيتيكت. وتدرس البوينغ بجعل بناء ذيل 787-9 في الولايات المتحدة؛ مع أن ذيل 787-8 يصنع حاليا في إلينيا.
لتسريع تسليم المكونات الرئيسية لل 787 أقدمت بوينغ على شراء 3 طائرات جامبو بوينغ 747-400 إل سي إف من الخطوط التايوانية والصينية وطورتها لكي تحمل الأجزاء الضخمة، مثل الأجنحة وجسم الطائرة، بالإضافة إلى القطع الصغيرة وتنقلها جوًا إلى موقع التجميع. وتعتبر مشاركة المصانع اليابانية مهمة جدًا بالنسبة للمشروع حيث وصلت نسبة مساهمتها إلى 35%، كذلك فإن كثيرًا من عقود الباطن مدعومة وممولة من الحكومة اليابانية. أعلنت البوينغ ومصانع توراي اليابانية في 26 أبريل من عام 2006 عن اتفاقية استثمار بقيمة 6 مليارات دولار لإنتاج الألياف الكربونية، وهذه الصفقة هي عبارة عن امتداد لعقد تم توقيعه ما بين الشركتين عام 2004 لتقليل مخاوف الإنتاج.

### تحسين الأخطاء وعمليات التأخير
حاولت بوينغ العمل على خفض وزن الطائرة الزائد مع أول تجميع لهيكلها، وهو أمر طبيعي لكل طائرة جديدة تحت التطوير، إلا أنها ذكرت في ديسمبر 2006 أنه يوجد في أول ست 787 زيادة في الوزن، ومتوقع أن وزن أول طائرة 5,000 رطل (2,300 كـغ) أثقل من المحدد. وفقا لستيفن هازي مدير مؤسسة التمويل التأجيري الدولية (ILFC) فإن وزن 787-9 التشغيلي الفارغ أكثر ب14,000 رطل (6,400 كـغ)‏. لكن الطائرة السابعة وما وراءها ستكون هي الطائرات الأمثل 787-8 لتحقيق جميع أهداف البوينغ لتخفيض الوزن. وجزء من تلك العملية هو إعادة تصميم بعض أجزاء بوينغ واستخدام أكثر لمادة التيتانيوم الخفيفة.

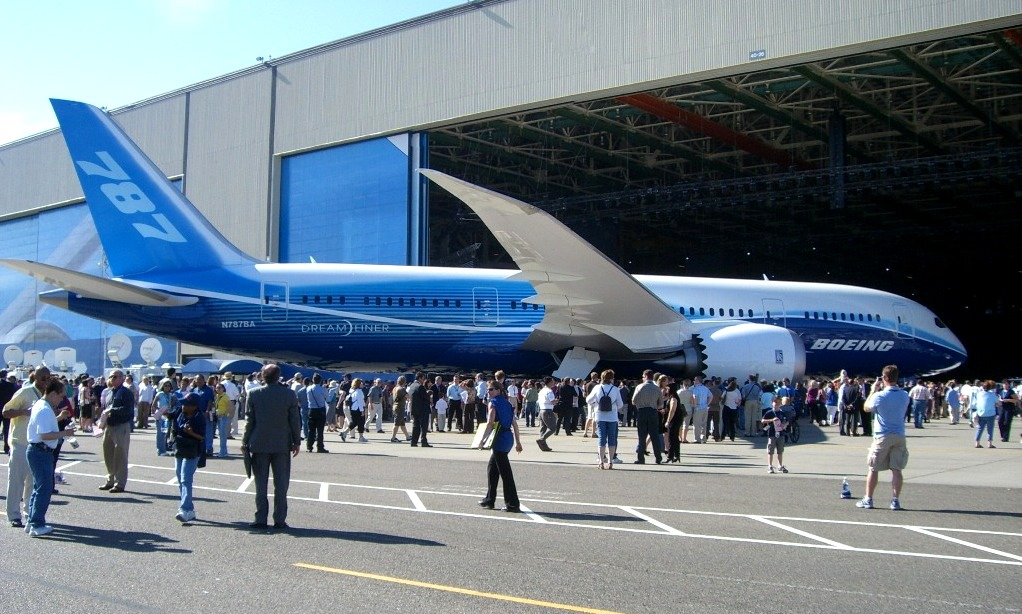
الاحتفال بأول ظهور رسمي لطائرة الأحلام بوينغ 787 بتاريخ 8 يوليو 2007.

كان احتفال العرض الأول للطائرة 787 قد تم في 8 يوليو سنة 2007، على الرغم من أن بعض أنظمتها الرئيسية لم تكن قد جهزت بعد، وتم تعليق قطع كثيرة بمثبتات مؤقتة غير مرخصة بالطيران مما جعل من الازم استبدالها بمثبتات مرخصة جويًا. أعلنت بوينغ بأن أول رحلة طيران ستكون في شهر سبتمبر من نفس العام، ثم عادت فأعلنت بتاريخ 5 سبتمبر بأن هناك تأخير مدته 3 أشهر لرحلة الطيران الأولى ملقية اللوم على نقص بالمرابط وأيضًا لعدم الانتهاء من العمل على البرمجيات بالكامل. وفي 10 أكتوبر 2007 تم الإعلان عن تأخير ثلاث أشهر أخرى لمشاكل متعلقة بخطوط التموين مع المزودين المحليين والأجانب في سلسلة من التعليلات للتأخير وخاصة مع نقص بالمرابط، ونقص في الحصول على قطع الغيار اللازمة، وأيضا التأخير المستمر لبرمجة أجهزة الطيران الإرشادي التي تزودها شركة هونيوال. فترك ماتبقى من عملية التجمع إلى البوينغ كي تكمله. وبعدها بأسبوع استبدل مدير البرمجة بالطائرة 787، بالرغم من أن تأخير التسليم لم يذكر بأنه سبب التغيير.
ثم أعلنت الشركة مرة أخرى في 15 يناير سنة 2008 عن تأخير ثالث لثلاثة أشهر أخرى لأول رحلة للطائرة بسبب مشاكل الإنتاج، بعد أن كان من المفترض أن تعلن بوينغ في أواسط يناير عن نيتها إرسال أول طائرة 787 لأول زبون لها وهي خطوط كل اليابان الجوية أوائل عام 2009. في محاولة لكسب مزيد من السيطرة على سلسلة الإمداد أعلنت بوينغ في 28 مارس 2008 عن خطط لشراء مصانع طيران «فوغت» المساهمة لايروناتيكا الدولية، وهي الشركة المالكة لمصنع كارولينا الجنوبية المخصص لصناعة القطع المهمة لجسم 787. تجعل عملية الشراء هذه من التجميع مساهمة مشتركة ما بين البوينغ والشركة الإيطالية ألينا ايروناتيكا.
أعلنت بوينغ عن تأخير رابع بتاريخ 9 أبريل 2008، حيث قامت بتأجيل فحص أول طيران إلى الربع الأخير من عام 2008، أفادت أن التسليم الأول سيكون بالربع الثالث من عام 2009، وستأجل النسخة 787-9 إلى 2012 وستتبعها النسخة 787-3 ولكن دون موعد ثابت. ثم في 4 نوفمبر 2008 أعلنت الشركة عن تأخير خامس بسبب تركيب مرابط تثبيت غير صحيحة بالإضافة إلى إضراب ميكانيكيي البوينغ، واشارت إلى أن اختبار الرحلة الأولى لن يحدث في الربع الرابع من 2008. أكدت البوينغ بعد تقييمها جدول برنامج 787 الزمني مع الموردين في 11 ديسمبر 2008 بأن الرحلة الأولى قد تأجلت حتى الربع الثاني من 2009.

### اختبارات ما قبل الطيران
ما إن بدأت البوينغ بالعمل مع الموردين في إنتاج 787 حتى بدأ تصميم الطائرة بالتحسن وذلك خلال سلسلة من الاختبارات. ففي 7 أغسطس 2007 استلمت شهادة محرك رولز رويس ترنت 1000 في الوقت المحدد من الوكالتين الأمريكية والأوربية. وفي 23 أغسطس 2007 جرى في ميسا بأريزونا فحص اصطدام بإسقاط عمودي لقطعة من المعدن المركب لهيكل الطائرة من نحو 15 قدم (4.6 م) على صفيحة من الصلب سماكتها 1 بوصة (25 مـم)‏، وقد طابقت النتائج ماتوقعه مهندسي البوينغ، مما يسمح بعمل نموذج لسيناريوهات تحطم مختلفة باستخدام التحليل الحسابي بدلا من اختبارات حقيقية إضافية. وقد اعرب النقاد عن مخاوفهم من أن المواد المركبة عندما تتحطم وتحترق فقد ينبعث منها أدخنة سامة، إلا أن بيانات اختبار البوينغ لم تشر إلى زيادة في السموم مقارنة لأبدان الطائرات المعدنية التقليدية. وكان فحص الاصطدام هو الاختبار الثالث في سلسلة من الإثباتات التي أجريت لتلبية متطلبات هيئة الطيران الفدرالي، والتي تضمنت معايير شهادة إضافية بسبب إدخال المواد المركبة بنطاق واسع ل 787.

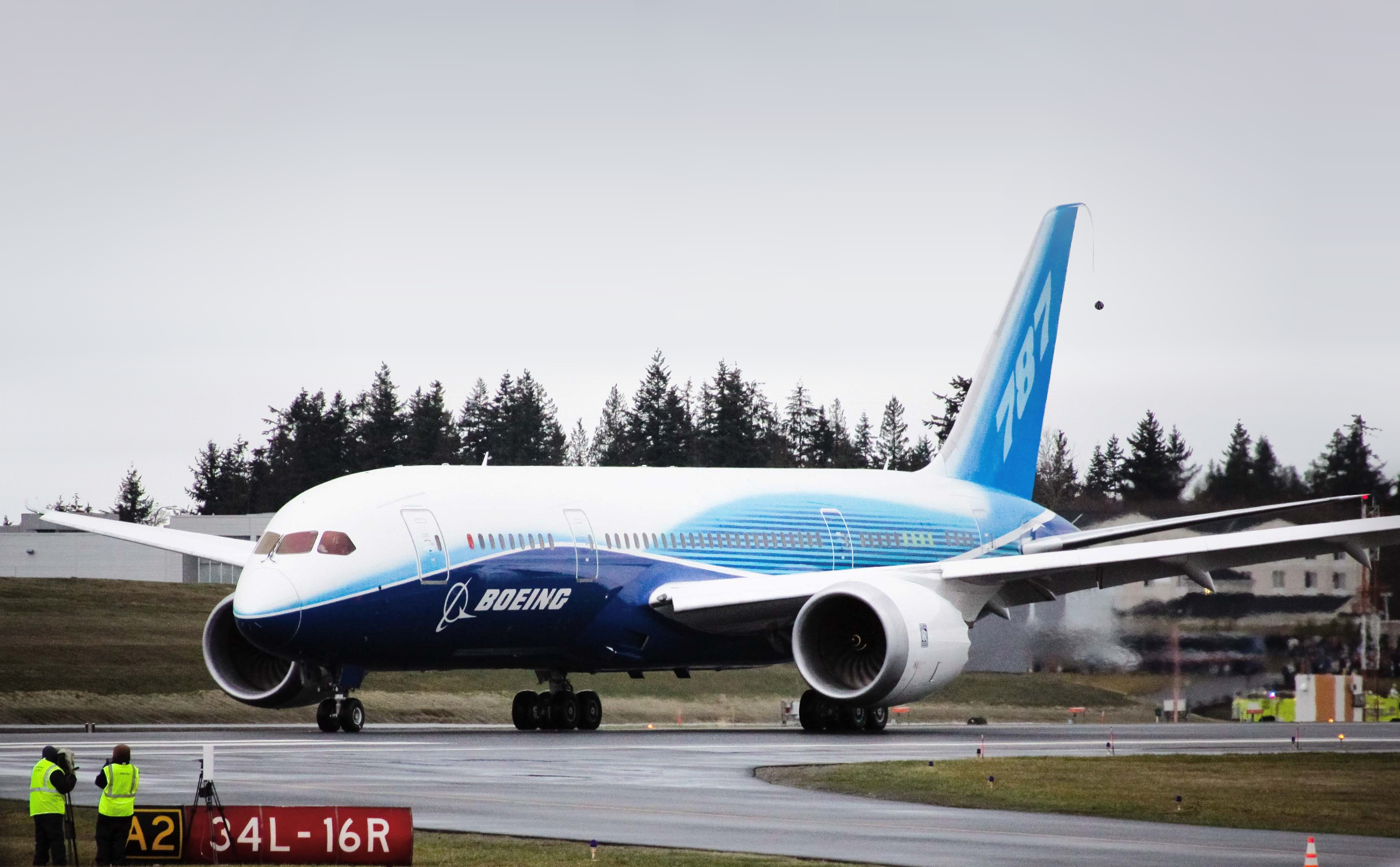
أول طائرة 787 تجري اختبار سير على مدرج مطار باين في نوفمبر وديسمبر 2009.

نال محرك GE GEnx-1B البديل موافقة بالتصديق في 31 مارس 2008. وتمكن فريق عمل 787 من تشغيل أول طائرة في 20 يونيو 2008 حيث عملوا على تشغيل وفحص قطع الكهربائية الرئيسة بالطائرة وشبكات التوزيع. تم بناء هيكل 787 تحت إجراء اختبار ثابت، وقد اجتاز الهيكل بنجاح اختبار الضغط لمدة تقارب الساعتين يوم 27 سبتمبر 2008، حيث تعرض ل 14.9 psi‏ (102.7 كيلو باسكال)، وهي 150% من الحد الأقصى للضغط المتوقع في الطيران التجاري (أي عندما تحلق على علو طيران ثابت كحد أقصى). وفي ديسمبر 2008 وافقت هيئة الطيران الفدرالي (FAA) على برنامج صيانة 787.
بعد عمل فحوصات مكثفة في المصنع انتقل فحص أجهزة الطائرة لتكون خلال الطيران وذلك يوم 3 مايو 2009، ومن ضمنها نزول وصعود عدة الهبوط والتحقق من تكامل الأنظمة، وأن كامل مجموعة التشغيل قد عملت خلال الرحلة الأولى. وفي 4 مايو 2009 نشر تقرير صحفي عن تقليل لمدى الطائرة يتراوح 10-15% إلى مدى حوالي 6900 ميل بحري (12800 كم) بدلا من المدى الموعود وهو 7700 إلى 8200 م.ب (14,800-15,700 كم)وذلك للطائرات الآولى التي بها 8% زيادة بالوزن. وكان متوقعا العمل بإعادة تصميم جوهري لتصحيح هذا الأمر الذي قد يعقد أي زيادة في معدل الإنتاج، وذكرت البوينغ أن مدى النسخ الأولى من 787-8 سيكون حوالي 8,000 م.ب (14,800 كم). فنتيجة لذلك فقد أجلت بعض شركات الطيران طلب طائرات 787 لكي تستلم النسخ اللاحقة التي لها مدى أقرب للتقديري. ويتوقع من بوينغ ان تتناول قضايا الوزن عند إنتاج النموذج رقم 21.
أعلنت بوينغ خلال معرض باريس الجوي بتاريخ 15 يونيو سنة 2009 أن أوّل طائرة من طراز 787 ستحلّق خلال أسبوعين، إلا أنه في الثالث والعشرين من نفس الشهر أعلنت الشركة عن تأجيل الموعد بحجة تدعيم داخل بدن الطائرة. أعلنت بوينغ في 27 أغسطس 2009 أن الإقلاع الأول سيكون في أواخر العام سالف الذكر، وأن البدء بتسليم الطائرات سيتم في نهاية سنة 2010. ومتوقع من الشركة ان تشطب مبلغ 2.5 مليار دولار سعر لثلاثة طائرات 787 كانت قد صنعتها للفحص والطيران التجريبي وليس لغرض البيع. وفي 28 أكتوبر 2009 أعلنت بوينغ عن اختيار تشارلستون موقع لخط ثاني لإنتاج طائرات 787 بعد التماس عطاءات من عدة ولايات بما فيهم واشنطن. وفي 12 ديسمبر 2009 أتمت أول طائرة 787 اختبار سير عالي السرعة على مدرج مطار وهي آخر خطوة كبرى قبل الطيران.

### برنامج اختبار الطيران

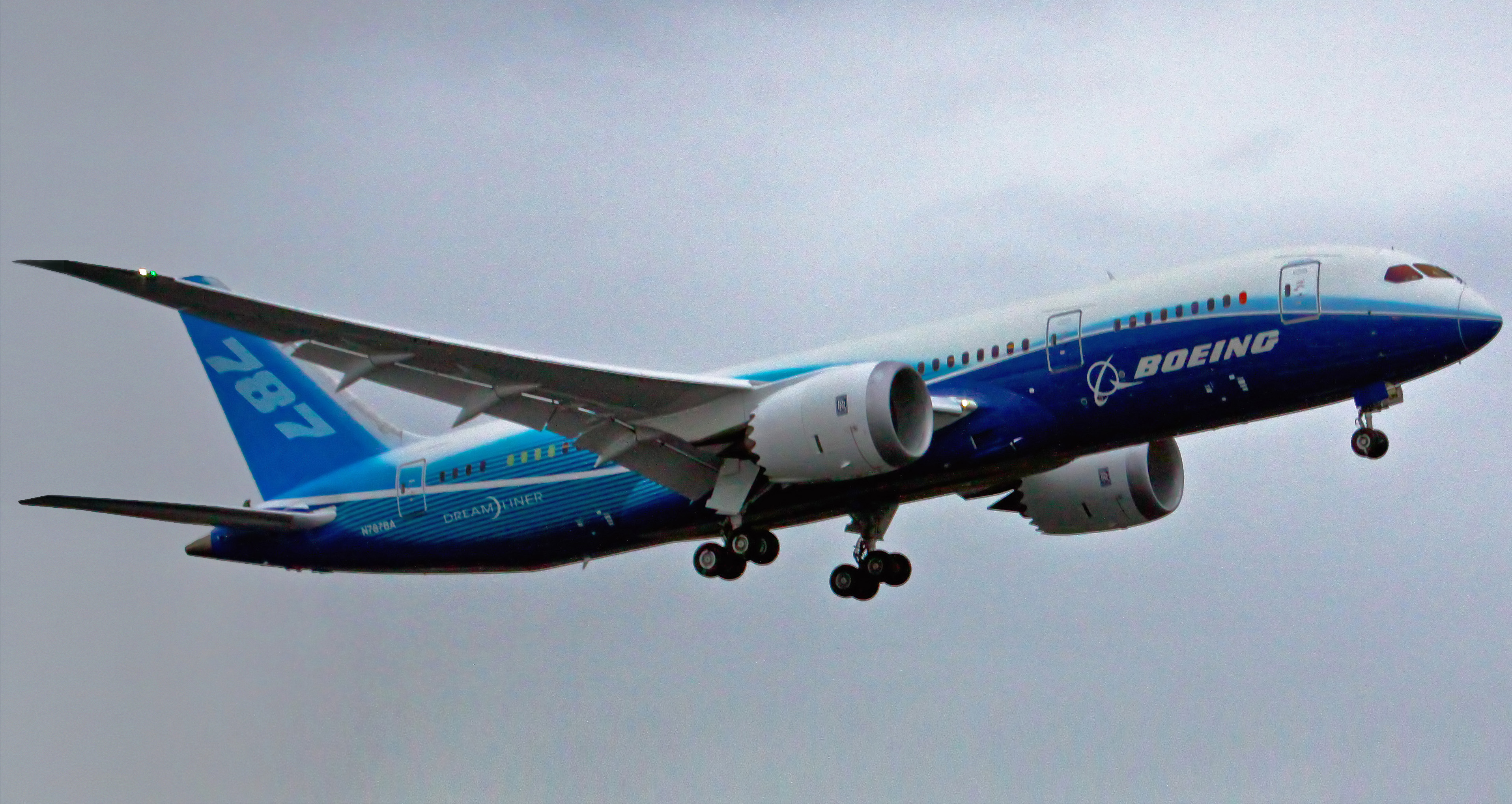
طائرة الأحلام بوينغ 787-8 في أوّل رحلة لها

في 15 ديسمبر 2009 أجرت بوينغ أول طيران مع 787-8 بدأت من مطار مقاطعة سنوهوميش إيفرت، واشنطن في 10:27 صباحا بتوقيت الباسفيك، وهبطت في مطار بوينغ في مقاطعة كينغ، واشنطن في 1:35 مساء، وكانت مدة الرحلة التجريبية المقررة أربع ساعات لكن قصرت إلى ثلاث ساعات بسبب سوء الأحوال الجوية. دعا جدول البوينغ لعمل حملة رحلة تجريبية في 9 أشهر (قلصت لاحقا إلى 8.5 شهر). أتمت تسع طائرات البوينغ 777 أحد عشر شهرا وذلك لإثبات نوعا ما 180 دقيقة العمليات الممتدة ايتابس (ETOPS)، إحدى سماته الرئيسية.
تشكل برنامج اختبار طيران 787 من 6 طائرات بدأت من التسلسل ZA001 إلى ZA006، أربعة منها بمحركات رولز رويس ترنت 1000 واثنين بمحرك جي إي جنرال إلكتريك جي إي أن إكس‏-1B64. طارت ال 787 الثانية (ZA002) والمطلية بشعار خطوط كل اليابان الجوية إلى مطار بوينغ في 22 ديسمبر 2009 للانضمام إلى برنامج اختبار الطيران؛ أما طائرة 787 الثالثة (ZA004) فقد انضمت للأسطول خلال إجراء اختبار أول رحلة لها في 24 فبراير 2010 تبعتها ZA003 يوم 14 مارس 2010. ثم أتمت اختبار الرفرفة والتأثيرات الأرضية يوم 24 مارس 2010 مما مكن الطائرة من الطيران بكامل تجهيزاتها. وفي 28 مارس 2010 أكملت 787 اختبار حمولة الجناح القصوى، ويتطلب هذا الفحص تجليس الأجنحة بكامل عدتها على الطائرة وتحميلها إلى 150% من وزن التصميم لمدة 3 ثوان. وقد طويت الأجنحة إلى الأعلى لمسافة 25 قدم (7.6 م) خلال الاختبار. وعلى عكس طائرات السابقة لم يعمل للأجنحة اختبار الفشل. في النهاية وفي يوم 7 نيسان أعلنت البوينغ أن تحليل البيانات أظهر أن الاختبار كان ناجحا.

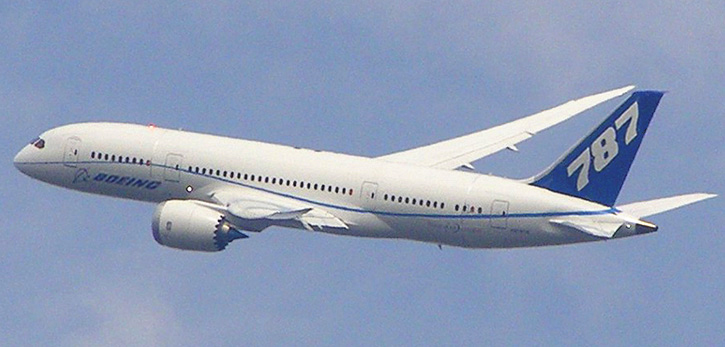
أول 787 تزور أوروبا وهي ZA003 في معرض فارنبورو للطيران 2010.

سلمت البوينغ أحدث طائراتها ZA003 إلى حظيرة مختبر ماكنلي المناخي بقاعدة ايجلين الجوية في 23 نيسان 2010 فلوريدا لاختبار تأثير درجات الحرارة القصوى ما بين: 115 إلى -45 ف° (46 إلى -43 م°)، وبحيث تكون جاهزة للإقلاع في كلا درجتي الحرارة القصوى. أما الطائرة الخامسة ZA005 وهي الأولى بمحركات GEnx فقد بدأت اختبارات الأرضية للمحرك في مايو 2010، وأتمت أول رحلة لها في 16 حزيران 2010 فانضمت إلى برنامج اختبار الطيران. وفي يونيو 2010 اكتشفت ثغرات بالموازنات الأفقية (horizontal stabilizers) لطائرة الاختبار بسبب تثبيت الحشوات تثبيتا غير دقيق؛ فكان لابد من فحص وإصلاح جميع الطائرات المصنوعة سلفا. وفي نفس الشهر شهدت 787 تجربة جوية على ضربات البرق، فتمكن المهندسين من أخذ الفرصة لفحص مدى تحمل تصميم الطائرة. وبما أن المواد المركبة لها موصلية كهربائية أقل ب 1000 مرة من الألومنيوم، لذا قام مهندسو البوينغ بإضافة مواد موصلة لتقليل مخاطر الكهرباء المحتملة وتلبية متطلبات هيئة الطيران الفدرالي. وكانت إدارة الطيران الفيدرالية قد خططت لتعديل متطلباتها لمساعدة 787 على اظهار امتثالها. أظهرت عمليات التفتيش ل787 في أعقاب أول ضربة برق بعدم وجود أي أضرار للطائرة.
ظهرت 787 إلى العلن أول مرة بعرض جوي في معرض فارنبورو بالمملكة المتحدة يوم 18 يوليو 2010. وفي 2 أغسطس انفجر محرك ترنت 1000 في منشأة اختبار رولز رويس عند فحصها على الأرض. تسبب هذا الفشل بأن اعادت شركة بوينغ تقويمها الزمني بتركيب محركات ترنت 1000، فأكد المصنعون في 27 أغسطس عام 2010 أن تسليم الطائرة الآولى لزبونها الأول وهي شركة خطوط كل اليابان الجوية سوف تتأخر حتى أوائل عام 2011. فواجهت بوينغ في نفس الشهر مطالبات تعويض من شركات طيران بسبب تأخرها في التسليم. ثم ظهر تقرير في 9 سبتمبر 2010 يفيد بأن هناك طائرتين من 787 قد ينضما إلى أسطول الفحص، مما يرفع مجموع طائرات الفحص إلى ثماني طائرات. وفي 10 سبتمبر 2010 حدث اندفاع جزئي أو انطلاقة لمحرك ترنت على ZA001 في روزويل. وفي يوم 4 أكتوبر 2010 انضمت سادس 787 ورقمها ZA006 إلى برنامج الاختبار مع أول رحلة لها.

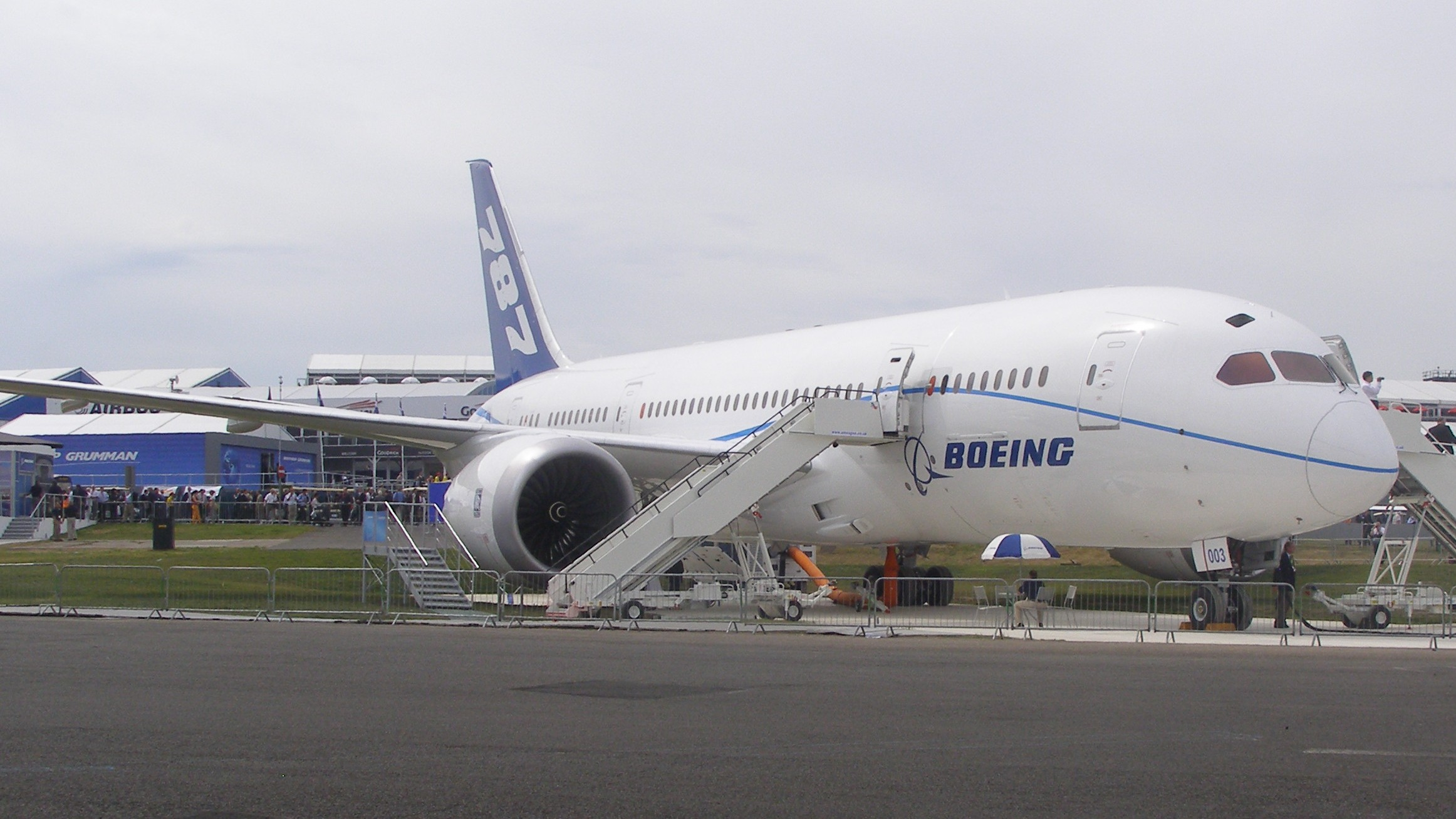
ثالث طائرة 787 تبنى في مكان مكشوف

ثم خرج تقرير في 5 نوفمبر 2010 يقول أنه قد يتأخر تسليم بعض أوائل 787، وتصل في إحدى الحالات نحو ثلاثة أشهر. وذلك للسماح بإعادة العمل في معالجة الأخطاء التي عثر عليها خلال فحص الطيران. وفي 9 نوفمبر 2010 هبطت طائرة 787 وهي ZA002 هبوطا اضطراريا بعدما كشف عن دخان ولهب في المقصورة الرئيسية خلال رحلة تجريبية فوق ولاية تكساس. وقالت متحدثة باسم شركة بوينغ ان الطائرة هبطت بسلام وتم اخلاء طاقمها في مطار لاريدو بولاية تكساس وقد تسبب الحريق بتوقف بعض النظم الكهربائية قبل الهبوط. فاوقفت البوينغ بعد هذا الحادث في 10 نوفمبر اختبارات الطيران واستبدل بها إجراء الفحص على الأرض. وفي 22 نوفمبر أعلنت شركة بوينغ ان سبب حريق الطائرة يعزى في المقام الأول إلى بقايا جسم غريب (FOD) كانت موجودة في المستودع الكهربائي. مما حدا باستبدال الأنظمة الكهربائية وبرمجياتها ثم استأنفت البوينغ بعدها رحلاتها التجريبية على ال787 وذلك ابتداء من 23 ديسمبر 2010.
وفي يناير 2011 أعلنت البوينغ أنها اجلت موعد تسليم طائرة 787 الأولى إلى الربع الثالث من 2011 إلى حين الانتهاء من تحديث برمجيات وكهرباء الطائرة بعد الحريق. ثم أعلنت في 24 فبراير أن طائرة 787 انهت 80% من اختبار الظروف لمحرك رولز رويس ترنت 1000 و60% لمحرك GEnx-1B‏. وفي 4 يوليو 2011 بدأت شركة خطوط كل اليابان الجوية اسبوعا لفحص عمليات الطيران داخل اليابان باستخدام 787‏. وفي 15 أغسطس كانت طائرة الفحص 787 قد اتمت 4,828 ساعة طيران في 1,707 رحلة طيران، حيث زارت 14 بلدا في آسيا وأوروبا وأميركا الشمالية وأميركا الجنوبية في فحص للظروف القاسية والطقس السيئ وأيضا لتنجز اختبار الطريق. وقد اكملت البوينغ شهادة الاختبار لطائرات 787-8 ذات محركات رولز رويس بتاريخ 13 أغسطس 2011، فاعتمدت كلا من إدارة الطيران الفيدرالية ووكالة سلامة الطيران الأوروبية (EASA) طائرة البوينغ 787 في حفل اقيم في إيفرت بولاية واشنطن يوم 26 أغسطس 2011.

### الدخول بالخدمة والعمليات

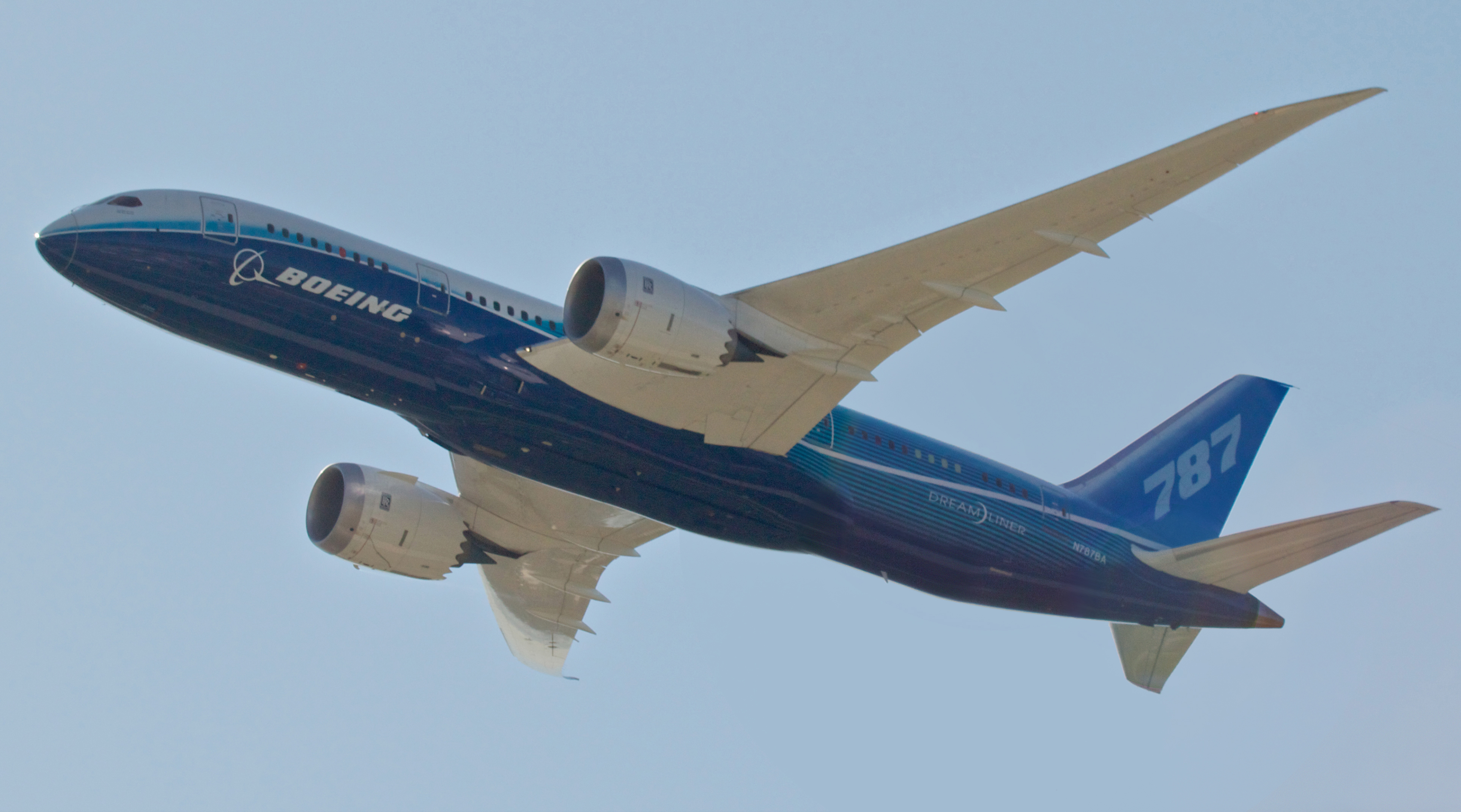
طائرة 8-787 بعد استلامها شهادة القبول من هيئة الطيران الأمريكي والأوروبي في 21 اغسطس 2011.

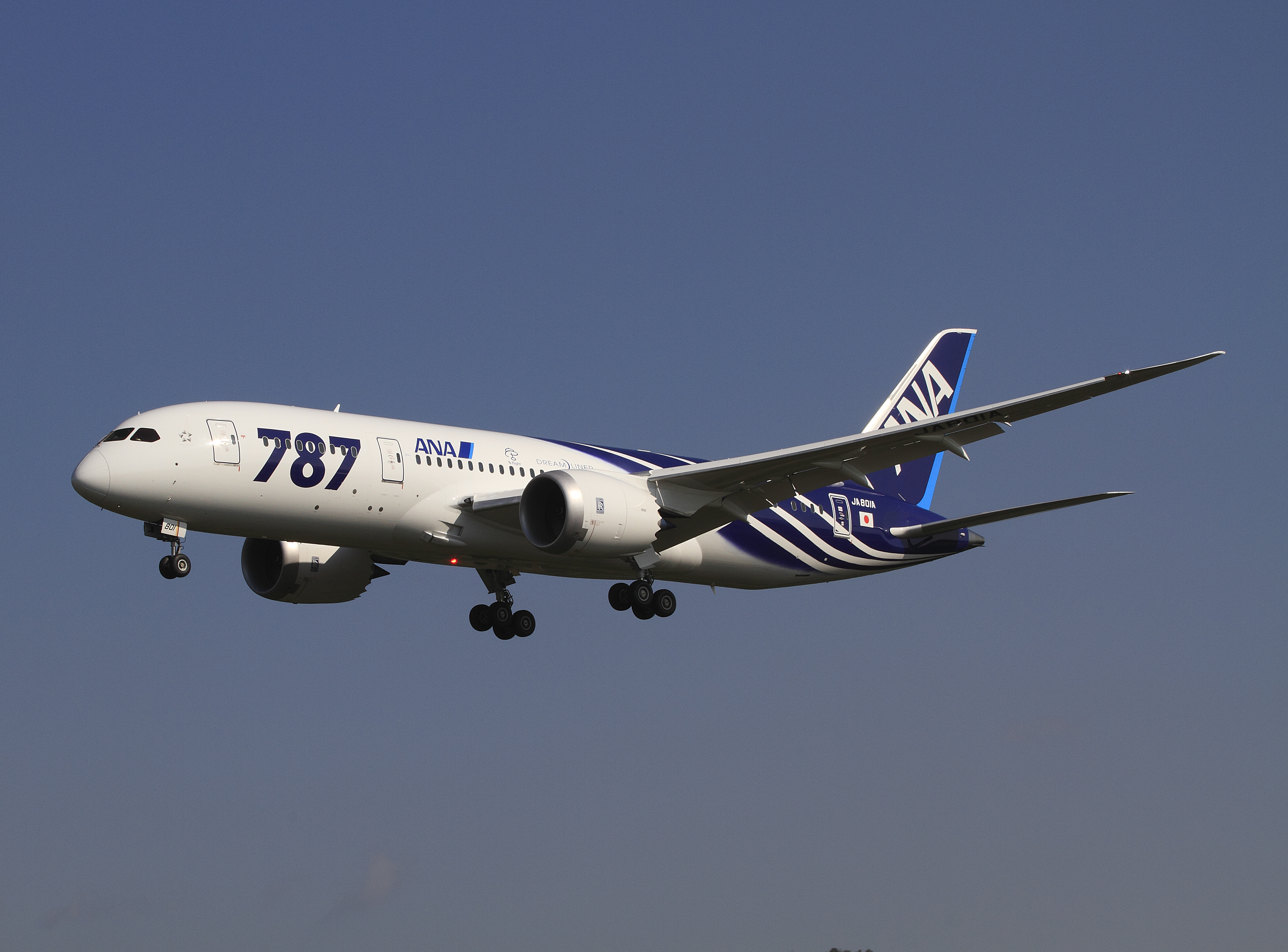
اANAالبوينغ 787

مهدت الشهادة التنظيمية ل787 في البدء بالتسليم. وماأن أصبحت أول الشحنات في متناول اليد حتى بدأت البوينغ في زيادة معدل إنتاج طائرة 787 من طائرتين بالشهر إلى عشر طائرات خلال العامين المقبلين. ويجري الإنتاج في خطوط التجميع في كلا من إيفرت، واشنطن|ايفرت وتشارلستون. وقد واجه إنتاج موقع تشارلستون صعوبات قانونية؛ فقد ادعى المجلس الوطني للعلاقات العمالية في 20 أبريل 2011 أن خط الإنتاج الثاني للبوينغ في ولاية كارولينا الجنوبية قد انتهك فقرتين من قانون علاقات العمل الوطني، ولا يزال النزاع مستمرا.
استلمت خطوط كل اليابان الجوية رسميا أول طائرة ل787 من منشآت بوينغ في إيفرت بولاية واشنطن في يوم 25 سبتمبر 2011، وجرت مراسم للاحتفال بهذه المناسبة في اليوم التالي، حيث حطت طائرة الأحلام تلك في مطار هانيدا يوم 27 سبتمبر. ثم استلمت الشركة طائرة ال787 الثانية يوم 13 أكتوبر 2011.
طارت البوينغ 787 في أول رحلة تجارية على متن خطوط كل اليابان الجوية ANA من مطار ناريتا إلى هونغ كونغ في 26 أكتوبر 2011، وقد كان مقررا أن تدخل الخدمة قبل ثلاث سنوات. وقد بيعت جميع تذاكر الرحلة في مزاد على الإنترنت، ودفع أعلى مزايد مبلغ 34,000$ ليحصل على مقعد. ومن المتوقع أن تستلم خطوط ANA سبعة طائرات دريملاينر بحلول نهاية عام 2011 وتسعا مع مارس 2012.
حلقت طائرة الاختبار السادسة (ZA006) يوم 6 ديسمبر 2011 بدون توقف بمحركات GEnx مسافة 10,710 nmi (19,830 كـم) من مطار البوينغ شرقا إلى مطار شاه جلال في داكا بنغلاديش، مما وضع رقم قياسي عالمي جديد لطائرة من فئة وزن ال 787 والذي هو بين 440,000 رطل (200,000 كـغ) و550,000 رطل (250,000 كـغ). وقد تجاوزت مسافة الرحلة رقما قياسيا سابقا وقدره 9,127 ميل بحري (16,903 كـم) كانت قد سجلته طائرة إيرباص إيه 330 سنة 2002. ثم واصلت بعد ذلك طائرة دريملاينر شرقا من داكا عائدة إلى مطار البوينغ مسجلة رقما قياسيا في سرعة الدوران حول العالم وقدره 42 ساعة و27 دقيقة.

## التصميم
تعتبر بنية الطائرة الخفيفة أهم ميزاتها. تُقسم أوزان المواد الخام المستخدمة في بناء الهيكل على الشكل التالي: 50% مواد مركبة، 20% ألومنيوم، 15% تيتانيوم، 10% حديد، و5% مواد أخرى. تعتبر المواد المركبة أخف وزنًا وأكثر صلابةً من خامات الطائرة الأخرى، مما يجعل الطائرة 787 شديدة الخفّة. تُشكل المواد المركبة 80% من حجم الطائرة، فهي تحتوي على 35 طن من البلاستيك معزز بحوالي 23 طن من الألياف الكربونية. تستخدم تلك المواد المركبة بهيكل الطائرة والأجنحة والذيل والأبواب وكابينة الطائرة، ويُستخدم الألومنيوم بقشرة الهيكل الخارجي، ويُستخدم التيتانيوم بالمحرك بشكل أساسي، أما الحديد فيُستخدم بأماكن متعددة بالطائرة.
تتراوح أطول مسافة تستطيع هذه الطائرات أن تقطعها بين 8,000 و8,500 ميل بحري أو مايعادل 14,800 إلى 15,700 كيلومتر، وهي تغطي خط لوس أنجلوس - بانكوك أو نيويورك - تايبيه، وتصل سرعة العبور الثابتة إلى حوالي 0.85 ماخ، أو مايعادل 561 ميل/ساعة (903 كم/ساعة).

### أنظمة طيران
كفاءة تلك الطائرة تكون في صرف الوقود الذي هو أقل بحوالي 20% من طائرات منافسة لها، وأن ثلث تلك الزيادة بالكفاءة يأتي من المحركات، والثلث الثاني يأتي من تطوير الانسيابية الهوائية وزيادة استخدام الخامات المركبة خفيفة الوزن، أما الثلث الأخير فيأتي من الأنظمة المتطورة المستخدمة بالطائرة، حيث أن أسلوب بناء الأنظمة الكهربائية التي استبدلت أنظمة نزف الهواء والطاقة الهايدروليكية بمضخات وضواغط غاز تعمل بالكهرباء. فضلا عن القضاء التام على الخصائص الميكانيكية والهيدروليكية من بعض النظم الفرعية (على سبيل المثال؛ مشغلات المحرك والفرامل). واستبدل نظام وقف التهوية بالمحركات النفاثة بنظام كهربائي بالكامل، مما جعل المصممون يستغنون عن قنوات الهواء الساخن التي تُستخدم بنظام منع الجليد (بالإنجليزية: Anti-Ice)‏ ووظائف أخرى. أدرج المصممون بالطائرة نظام إضعاف هبوب الريح النشط (بالإنجليزية: Active Gust Alleviation system)‏، وهو مشابه للنظام المستخدم بطائرة البوينغ العسكرية «B2» يحسن كفاءة القيادة خلال الاضطرابات الجوية،

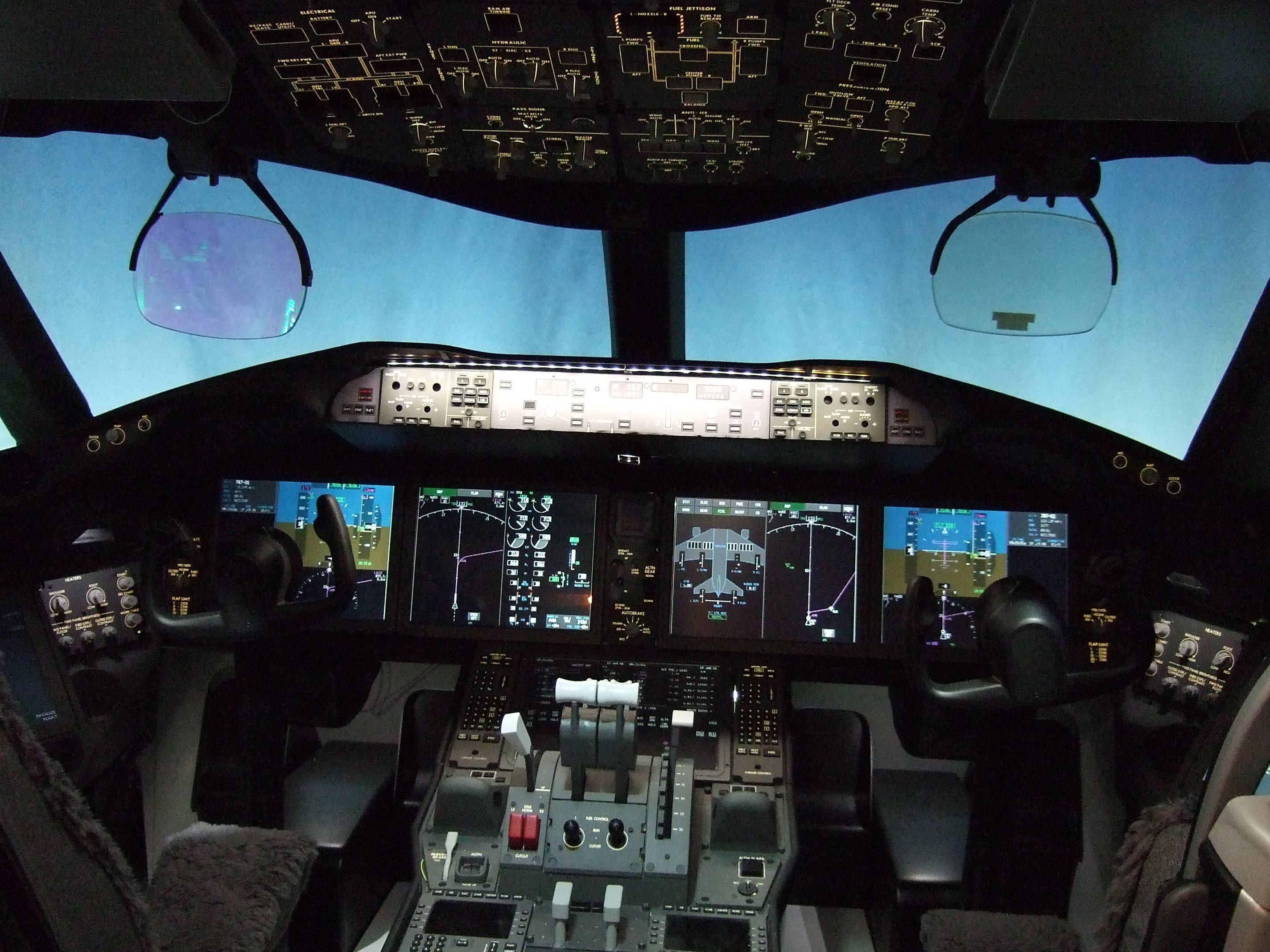
غرفة القيادة بطائرة 787. لاحظ ما يسمى بنظام شاشة العرض الأمامية أمام النوافذ.

يعمل نظام الملاحة باستخدام نظام إيثرنت المطور للتشغيل الملاحي الثنائي لإرسال المعلومات ما بين غرفة القيادة وباقي أنظمة الطائرة. تُستخدم شاشات الكرستال السائل متعددة الوظائف والموجودة بغرفة القيادة أنظمة ودجات وواجهة مستخدم رسومية في نظام «إيرينغ 661»، وهو نفس نظام الشاشات المشابه لسفينة الفضاء أوريون التي انتجتها شركة لوكهيد مارتن وتصنعه شركة هانيويل الأمريكية. وقد ادخل قيد الدراسة دمج نظام رؤية عبر الأشعة تحت الحمراء الواعد بنظام شاشة عرض أمامية HUD للاستشعار الحراري بحيث يمكن للطيارين «الرؤية» خلال الغيوم. أما عن عجلة القيادة YOKE فهو كما في باقي الطائرات البوينغ.

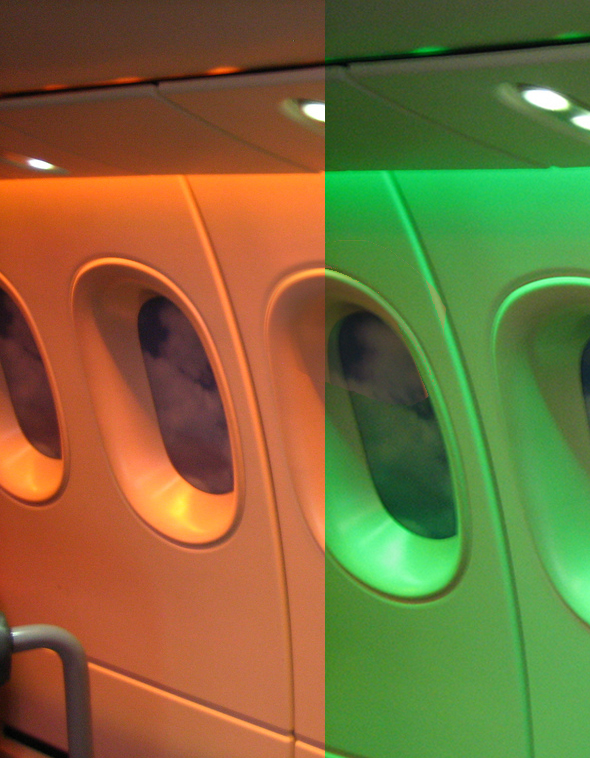
نظام الإنارة في الطائرة: تُستخدم إنارة شاشات الإظهار.

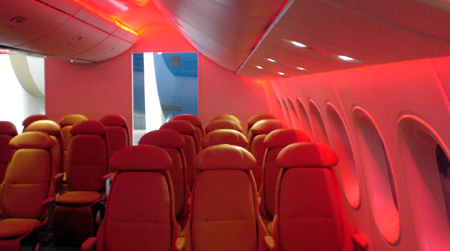
صورة لكابينة الركّأب تُظهر حجم نوافذ الطائرة والإنارة باستخدام الصمامات الثنائية باعثة الضوء.

تتسع الطائرة لمئتين وأربعين كرسي بحالة تشكيلها للرحلات الداخلية وتكون عادة بدرجتين فقط، فالكابينة الداخلية يصل عرضها إلى 5.47 متر وهي أعرض بمقدار 38 سم عن كبائن طائرات الإيرباص A330 والإيرباص A340، ولكن أضيق بثلاثة عشر سنتيمترًا من طائرات إيرباص إيه 350-800.
صُممت نوافذ كابينة الركاب لتكون أكبر قليلاً من نوافذ الطائرات الأخرى (27 × 47 سم) بمعنى أعلى قليلاً من مستوى النظر، وتستخدم نظام «الإلكتروكروميزم» الذي يعتمد نظام الإعتام الذاتي للمحافظة على شفافية المكان وتقليل التوهج وذلك باستخدام إنارة شاشات الإظهار، بدلاً من إنارة الفلورسنت، مما يسمح بانعدام المصابيح داخل الطائرة، ويجعل داخلها ذو تركيبة ألوان من 128 لون.
عُدّل الضغط الداخلي بالطائرة إلى ارتفاع يساوي 6000 قدم (1800 م) بدلاً من 8000 قدم (2400 م) بالطائرات التقليدية. وهذا يجعل الركاب أكثر ارتياحًا حسب دراسة مشتركة بين البوينغ وجامعة ولاية أوكلاهوما. يقول المصممون أن الرطوبة قد تزداد داخل كابينة الركاب بسبب أن المواد المركبة الداخلة بتكوين الطائرة لا تتأكسد. أما أجهزة التكييف داخل الكبينة فهي مزودة كهربائيًا من ضواغط الغاز بدون استخدام نظام التهوية من المحرك، فنظام تكييف الهواء بالكابينة يستخدم جودة هواء أفضل باستخدام المصافي التي تمنع دخول البكتريا والشوائب وغاز الأوزون، كذلك فإن نظام التصفية الغازية يسحب الروائح ومهيجات الحساسية والملوثات الغازية.
وكجزء من مشروع «إيضاح تقنية تقليل الضوضاء 2» (بالإنجليزية: Quiet Technology Demonstrator 2 project)‏، حيث كانت شركة البوينغ قد أجرت بضعة تجارب باستخدام تقنيات تقليل الضوضاء على عدة محركات لتلك الطائرة، ومن خلال ذلك أعيد تصميم مجرى الهواء ليحتوي على مواد تمتص الصوت وأعيد أيضًا تصميم أغطية فتحة العادم، حيث شذبت الحافات لتشكل نمط مسنن يسمح بخلط أكثر سلاسة ما بين التيار الخارج من العادم وتيار الهواء الجوي، وتتوقع الشركة أن تجعل تلك التطويرات من الطائرة 787 هادئة جدًا من الداخل والخارج.
صمم المهندسين داخلية الطائرة بشكل يجعلها مريحة وانسيابية أكثر بالتنقل بالنسبة للأشخاص الذين يعانون من الإعاقة الجسدية أو الذهنية والمصابين ببعض أنواع الحساسية، فعلى سبيل المثال تم وضع مرحاض متحول (56 ق57 إنش) مع حائط بينهما سهل الإزالة مما يسمح المرحاضين ليصبحا مرحاض واحد كبير للأشخاص المعوقين الذين يستخدمون الكرسي المتحرك.

### المسائل التقنية المتعلقة

#### تبادل المحركات

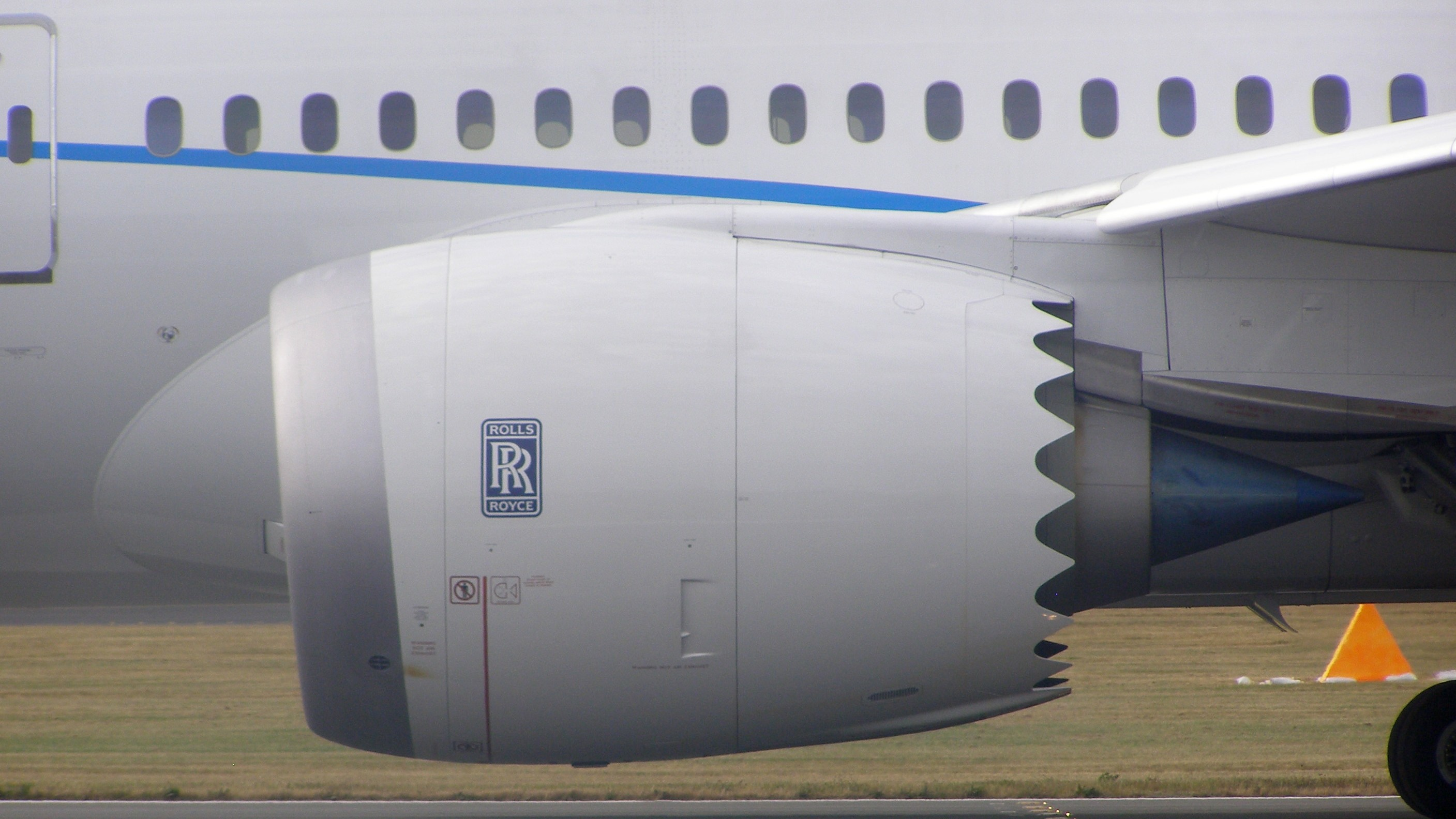
إحدى محركات طائرة الأحلام.

يستخدم محركا طائرة 787 ترابطًا كهربائيًا قياسيًا وبموائمة تسمح لكلا المحركين (رولز رويس + جي إي) ليكونا مهيئين للتحميل بالطائرة بجميع الأحوال. تلك المرونة تسمح لشركات الطيران بالتحول من نوع محرك إلى نوع محرك آخر عند حدوث مستجدات تقنية بأحدهما ليكون أكثر مطابقة لشكل التشغيل. تهدف شركة البوينغ إلى جعل تغيير المحرك من نوع إلى آخر سهل وبسيط ولا يخالف المواصفات القياسية للتبديل. حسب ما يقوله مارتي أولسن وهو نائب مدير مؤسسة التمويل التأجيري الدولية (ILFC) : «إن تبديل نوع المحرك لطائرة 787 قد يستغرق حوالي 15 يومًا مما يصعب الجدوى الاقتصادية، إذ يجب عليك استخراج غطاء المحرك والأشياء المتعلقة به الموجودة بالجناح»، واشتكى من أن بوينغ لا تزال تعزز من ساعات التغيير الأربع وعشرين على الرغم من الوعود لتعديل تسويقهم. يم7ك تبديل محركات الطائرات الحالية بمحركات من نوع آخر، ولكن هذه الطريقة نادرة الحدوث بسبب كلفتها المرتفعة. تقول الشركة بأن التصميم لم ينته وإن تغيير الساعات الأربع وعشرين لايزال هدفها.

#### توليفة هيكل الطائرة

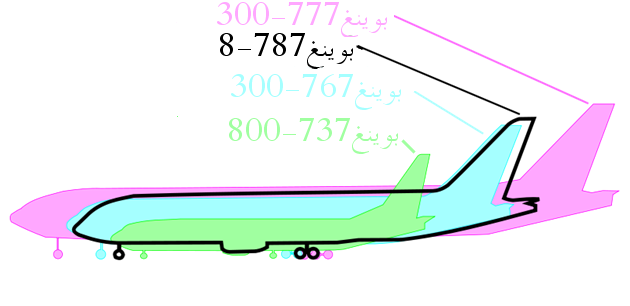
مقارنة حجم طائرة الأحلام 787 (ذات الإطار الأسود) بأحجام طائرات أخرى مثل: بوينغ 777-300 (الوردي)، بوينغ 767-300 (السيان)، وبوينغ 737-800 (الأخضر).

يتكون هيكل الطائرة 787 من مواد مركبة بشكل كامل، مما يجعلها أول طائرة تُصمم على هذا الشكل. كان هيكل الطراز السابق، أي طائرة البوينغ 777، يتكوّن من 50% ألومنيوم و12% مواد مركبة، أما الطائرة الجديدة فيتكوّن هيكلها من 15% ألومنيوم و50% مواد مركبة (معظمها بلاستيك مدعوم بالألياف الكربونية) و12% تيتانيوم. صُنع جذع الهيكل كقطعة واحدة، ولُحمت أجزائه من البداية للنهاية لتكوّن الهيكل، ومن شأن هذا التصميم أن يلغي الحاجة إلى 50,000 مربط كانت تستخدم ببناء الطائرات التقليدية. وحسب مايقوله المصنعون فإن المواد المركبة المستخدمة أكثر صلابةً من تلك التي استخدمت قبلاً، بل وتقارع الألومنيوم في الصلابة، وتسمح بوجود ضغط أعلى في الكابينة خلال الرحلة. قال البعض بأن خطورة توليفة الهيكل لم تشكل بعد بالكامل ويفضل عدم المجازفة بذلك، وأضيف أيضًا بأن ألياف الكربون مركب غير مرغوب به حيث لا يظهر به الشروخ أو نقاط الضعف، وإن إصلاح تلك العيوب ليس بالأمر السهل، لكن بوينغ رفضت تلك المزاعم بحجة أن تلك المركبات قد استخدمت بالأجنحة وبطائرات ركاب أخرى منذ سنين طوال ولم ترد عليها أي شكوى، وأضافت الشركة بأن هناك أنظمة خاصة لكشف العيوب المخفية ستوضع لفحص أي احتمال أضرار مخفية.

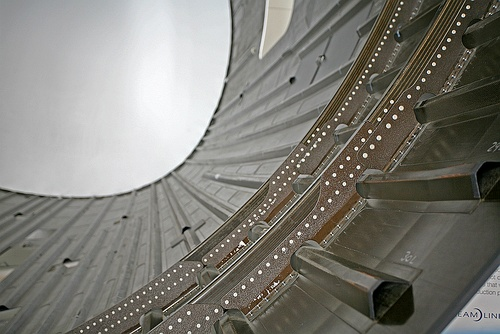
صورة لقطعة من هيكل طائرة البوينغ 787 ويبدو أنها مصنوعة من المواد المركبة.

أطلقت بوينغ عام 2006 برنامج الرعاية الذهبية لطائرتها الجديدة، وهو عرض اختباري، لمراقبة وصيانة الطائرة خلال عملها إن أمكن بالكامل وبصورة روتينية، وكانت تلك أول مرة تلجأ فيها الشركة لمثل تلك البرامج.
طبقا لنائب رئيس الشركة، جيف هاوك، والذي يوجه جهوده للتصديق على 787 لتصبح جاهزة للخدمة في شركات الطيران، فإن فحص تحطم الطائرة تضمن إسقاط عمودي لقطعة من هيكل الطائرة من ارتفاع 15 قدم على قطعة فولاذية سماكتها إنش واحد وقد تم ذلك كما هو مخطط له بتاريخ 23 أغسطس 2007 في ميسا بولاية أريزونا.
قررت الناطقة باسم بوينغ، لوري جنتر، بتاريخ 6 سبتمبر 2007 بأن النتائج طابقت ما تنبأ به مهندسو الشركة، وقد قامت الأخيرة بتشكيل مجموعة من مخططات عمليات تصادم وذلك بالتحليل الحاسوبي بدلاً من عمليات تصادم حقيقية لأجزاء من الطائرة أو الطائرة ككل، لكن على الرغم من ذلك فقد تم تقديم مقترحات من بعض المهندسين الخارجين من البوينغ بأنه في حالة وقوع اصطدام خلال الهبوط فالذي يتبقى هو الجسم المعدني أما الهيكل المكون من المواد المركبة فقد يتحطم ويحترق مكونًا أبخرة سامة.

#### مسائل الوزن
قطعت بوينغ أشواطًا لتقليل وزن تلك الطائرة منذ بداية أول تركيب لأجزائها عام 2006. الطائرة هي الأولى من نوعها المصممة بواسطة الحاسوب، والوزن الفارغ هو وعد للعملاء لضمان كفاءة الوقود والالتزام بالحمولة الصافية، لكنه كان من المتوقع أن تظهر قطع ببعض الاختلافات خلال مرحلة التركيب.
أول 6 طائرات، وهي تلك المقرر أن تكون جزء من برنامج الفحص، ستتم تعبئتها بحمولة زائدة، كما يقول سكوت كارسون، المدير التنفيذي لطائرات البوينغ التجارية، وبعد الانتهاء من برنامج فحص الطيران سوف تنقل تلك الطائرات إلى الزبائن وهم شركة خطوط كل اليابان الجوية ونورث وست والخطوط الملكية المغربية وذلك بمنحى بالمضاربة على تخفيضات أكثر من المعتاد. من المتوقع أن تكون الحمولة الزائدة للطائرة الأولى حوالي 2,270 كيلوغرام، لكن الطائرة السابعة وما يليها ستكون بمثابة الطائرة المثالية حيث أنها ستحقق جميع متطلبات البوينغ، من تحسين التصميم وأضافة كمية أكثر من التيتانيوم بالتصنيع. وحسب كلام ستيفن إدفار من مؤسسة التمويل التأجيري الدولية (ILFC)، فإن الوزن الزائد الموجود بطائرة 9-787 سيكون حوالي 6,350 كيلوغرام في حالة الحمولة الفارغة، وهو ما قد يتسبب بمشاكل حموليّة بالنسبة للطائرة المستقبلية 10-787.

#### انتقادات لشبكة الحاسوب
بدأت وكالة الطيران الفدرالية السابقة تتحدث مجددا في يناير 2008 عن احتمال عدم وجود الحماية الكافية لشبكة الطائرة من إمكانية الدخول المتعمد أو الغير متعمد من أحد الركاب إليها. صُممت شبكة الحاسوب بكابينة الركاب لتوفير خدمة تصفح شبكة الإنترنت خلال الرحلة، ولكنها مرتبطة بأجهزة التحكم والملاحة والاتصالات للطائرة، وقالت بوينغ بأنه على الرغم من أن الشبكات متصلة ببعضها البعض ولكن هناك معدات وبرامج للحماية موجودة من ضمن الشبكة العنكبوتية للطائرة مثل:
- نظام الحاجز الهوائي (بالإنجليزية: Air Gap)‏ للفصل المادي بين الشبكات.
- نظام الجدار الناري (بالإنجليزية: Fire Wall)‏ للفصل بين البرامج.

وكجزء من شهادة التصديق تبرهن البوينغ لوكالة الطيران المدني بأن ما عملته من حماية هي كافية.

## حوادث
في السنة الأولى من خدمة الطائرة، عانت أربع طائرات على الأقل من مشكلات متعلقة بالنظم الكهربائية، في ديسمبر 2012، أخبر جيمس ماكرني رئيس مجلس إدارة بوينغ الإعلام أن هذه المشاكل ليست أكبر من المشاكل التي تعرضت لها الشركة مع تقديم طرازات جديدة أخرى، مثل بوينغ 777. في 25 نوفمبر، 2011، كانت هناك أخبار مفادها أن شركة أير إنديا طلبت فريقًا من مهندسي بوينغ ليأتوا إلى الهند للتعامل مع مشكلات تعاني منها الطائرة.
عقب ذلك، عانت إحدى الطائرات من نافذة مكسورة في القمرة ومشكلات في المكابح. في 7 يناير، 2013، زادت سخونة بطارية وأشعلت حريقًا في 787 فارغة تشغلها الخطوط الجوية اليابانية في مطار لوجان الدولي. وعانت طائرة أخرى تشغلها نفس الشركة من تسرب وقود في 8 يناير، وألغيت رحلتها من بوسطن. في 9 يناير، أعلنت يونايتد إيرلاينز عن مشكلة في الأسلاك في واحدة من طائراتها الستة في نفس المنطقة التي بدأ فيها حريق البطارية في طائرة الخطوط الجوية اليابانية؛ وتبعًا لذلك أقام المجلس القومي الأمريكي للنقل لجنة للفحص. وفي 11 يناير، 2013، تكسرت نافذة في قمرة قيادة للطائرة، وحدث تسرب وقود في محرك آخر، وأعلنت إدارة الطيران الفيدرالية الأمريكية مراجعة شاملة للأنظمة الحرجة في 787، بما فيها التصميم، والتصنيع، والتجميع. وقال وزير النقل الأمريكي راي لحود أن الإدارة تبحث عن أسباب جذرية للمشاكل التي عانتها الطائرة مؤخرًا.
في 13 يناير، 2013، حدث تسرب وقود بمقدار 100 لتر في طائرة تابعة للخطوط الجوية اليابانية في مطار ناريتا الدولي خارج طوكيو. كانت هناك أنباء عن أنها نفس الطائرة التي عانت تسرب الوقود في بوسطن في 8 يناير. لكن هذا التسرب سبَّبه صمام آخر. فتحت وزارة النقل اليابانية تحقيقًا أيضًا.
في 16 يناير، 2013، قامت طائرة 787 تابعة لخطوط كل اليابان بهبوط اضطراري في مطار تاكاماتسو، وذلك بعد أن تلقى الطاقم إنذارًا من الحاسوب عن حريق في أحد الحجيرات الكهربائية. قالت الشركة أنه كان هناك رسالة خطأ في القمرة تفيد بعطل في البطاريات. أخلي الركاب عبر منافذ الطوارئ.

### التوجيه الإداري الطارئ حول الصلاحية للطيران ووقف الرحلات
في 16 يناير، 2013، أعلن شركة طيران كل اليابان والخطوط الجوية اليابانية عن إيقافهما الطوعي للرحلات باستخدام طائرات 787 بعد حوادث متعددة لعدد من الطائرات، تتضمن حوادث هبوط اضطراري. وتملك الشركتان 24 طائرة من أصل 50 سلمتها بوينغ حتى الآن. وفي نفس اليوم أصدرت إدارة الطيران الفيدرالي الأمريكية توجيهًا لكل شركات الطيران في الولايات المتحدة يقضي بوقف تحليق طائرات 787 إلى حين إجراء تعديلات في النظم الكهربائية لمنع الزيادة في حرارة البطاريات وحدوث حرائق تبعًا لذلك. وهذه هي المرة الأولى التي تصدر فيها الإدارة الأمريكية أمرًا بوقف طائرة ركاب منذ 1979. وقد أمرت سلطات الطيران الهندية شركة أير إنديا بوقف تحليق طائراتها من طراز 787 بعد أن تلقت توصية من إدارة الطيران الفيدرالية الأمريكية.

## الأنواع
هناك 3 أنواع لسلسلة بوينغ 787 وقد عُرضت للبيع منذ عام 2004. يُتوقع أن يدخل طراز 8-787 عام 2011. وطراز 787-9 عام 2013، أما آخر طائرة تدخل الخدمة فهي 3-787.

### 8-787

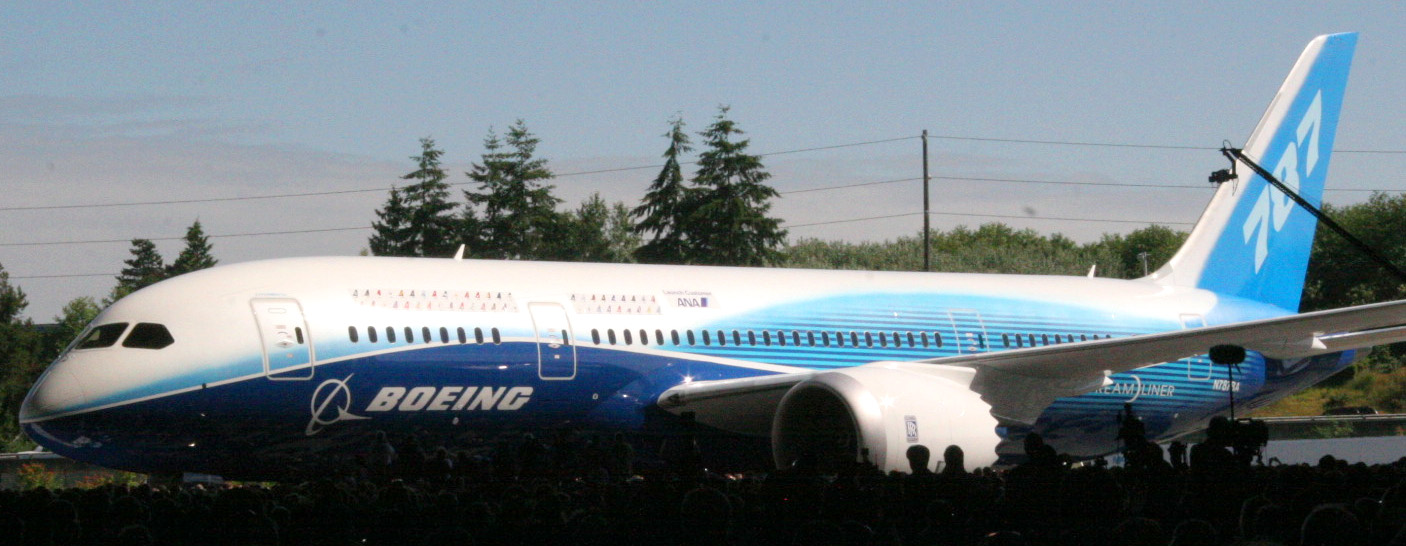
بوينغ 8-787، أول نسخة من مجموعة 787.

هذا النوع هو النموذج الأساسي لعائلة 787. يصل طولها إلى 186 قدم (57 مترًا) وباع الجناح إلى 197 قدم (60 مترًا) والمدى الذي تصله يتراوح بين 14200 و15200 كم بالاعتماد على تشكيلة الكراسي.
تحمل هذه الطائرة 210 ركّأب على 3 درجات وستدخل الخدمة عام 2011، وكانت البوينغ تخطط باستبدال طرازيّ ER 767-200 و300-767 ER بالطراز الحديث لهذا النموذج، فضلاً عن التوسع إلى أسواق تتضخم بسرعة، حيث الطائرات الكبيرة لا تستطيع الاستمرار اقتصاديًا. ستكون شركة نورث ويست أول شركة أمريكية تطير بهذا النموذج، وستستخدم الطائرة بخط ديترويت - شانغهاي.

### 3-787
هذا النموذج قادر على نقل 290 راكب على درجتين، ويُستخدم للرحلات القصيرة ذات الكثافة العالية ولكن بمدى يتراوح بين 4,650 إلى 5650 كم بالحمولة الكاملة. وهي مصممة لتحل محل طائرات الإيرباص 300 و310 والبوينغ 300-757 و200-767 بالخطوط الإقليمية وبمطارات ذات بوابات محددة جدًا. هيكلها سيكون مشابه لهيكل 8-787، لكن بتقوية نقاط محددة. استمد تصميم الجناح من تصميم جناح 8-787 بحيث يكون طرفه المخلوط مستعيض عن شكل قمة الجناح ذي الزاوية. قلل هذا التغيير من طول الجناح بخمسة وعشرين قدمًا مما جعل هذا النموذج مناسبًا أكثر لبعض المطارات المحلية في اليابان بشكل خاص.

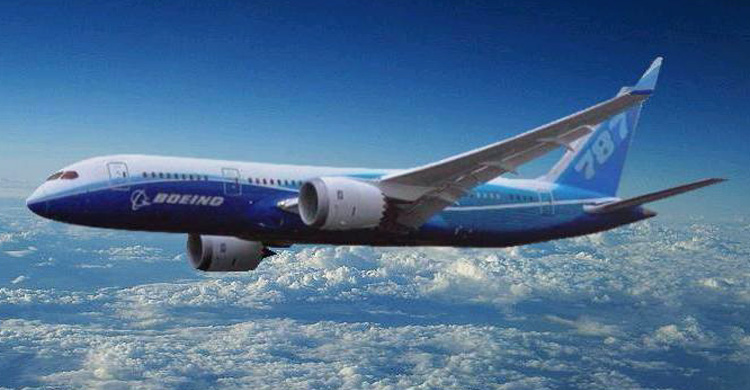
رسم افتراضي للطائرة 787-3 أثناء تحليقها.

يُتوقع أن يكون مدى هذا النوع من الطائرات محددًا بحالة الوزن الأقصى للطائرة عند الإقلاع (MTOW) بحوالي 163,290 كيلوغرام، بحيث يكون خزان الوقود الموجود بها هو نفسه الموجود بالنموذج 8-787. فالمدى الحقيقي يحسب بواسطة سعة الوزن المتبقي للوقود بعد حساب وزن الطائرة والحمولة ويقسم ذلك من الوزن الأقصى لطائرة عند الإقلاع. يقول الخبراء أن الوزن الكامل للركاب والشحن سيقلل من حمولة الوقود عند الإقلاع، لذلك سيقتصر استخدام هذه الطائرة على الخطوط القصيرة ذات الكثافة العالية مثل طوكيو - شنغهاي، أوساكا - سيول، أو لندن - برلين، ذلك أن الكثير من المطارات تكون تسعيرة الهبوط للطائرات محتسبة وفقًا لوزن الطائرة، فالطائرة التي يكون وزنها الأقصى عند الإقلاع منخفضًا تنخفض الأجور والرسوم الجمركية عليها.
تتوقع بوينغ أن مستقبل الطيران ما بين المدن الكبيرة ذات الخمس ملايين نسمة أو أكثر قد تكون ثابتة لمستوى السعة عند تلك النسخة، فبعض المناطق مثل الهند وشرق آسيا تعتبر مثال رائع لذلك، فالكثافة السكانية ما بين تلك المناطق تصل إلى 3,1 مليار نسمة، وقد تقلل كفاءة تلك الطائرة من تكلفة الهبوط (كما تقول البوينغ) مما يجعلها مفيدة جدًا لتلك الخطوط مقارنة مع الطائرات ذات الحجم الأصغر.
تعتقد بوينغ بأن شركات النقل قد تستخدم هذا النوع حسب خبرتها كي تتمكن من منافسة الشركات ذات التكلفة المنخفضة وذلك بتشغيل ضعف سعة الطائرات ذات الممر الواحد بالكابينة وبتكلفة تشغيل أقل من الضعف لكلفة تشغيل اثنين منها وذلك بحساب الوقود وكلفة الهبوط والصيانة وعدد الطاقم الطائر وكلفة عبور الأجواء والوقوف والبوابات وغير ذلك من التكاليف.
طلبت شركتين يابانيتين 43 طائرة من تلك النسخة، ولكن المشاكل بالطائرة 8-787 قد جعل الشركة تعلق العمل عليها وتؤجل التسليم، لذلك تم تأجيل تسليم أول طلبية لتلك النسخة إلى عام 2011. وبحلول شهر ديسمبر من عام 2009، حوّلت بوينغ جميع الطلبات على 787-3 إلى النسخة الأصلية 787-8.

### 9-787

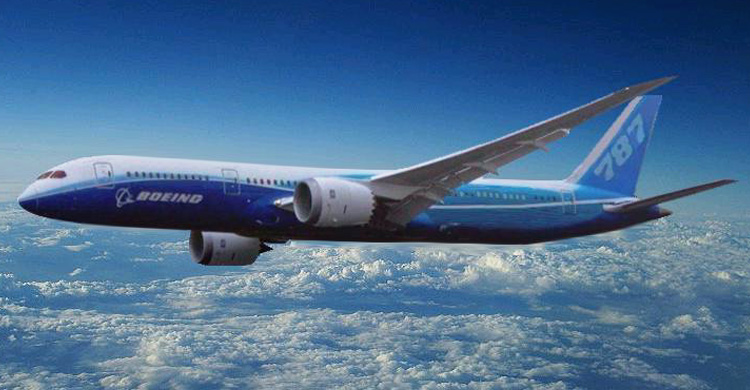
رسم افتراضي لطائرة الأحلام طراز 9-787 أثناء تحليقها.

سيكون هذا النوع أول الأنواع المضغوطة من مجموعة 787، فعدد الكراسي سيتراوح بين 250 و290 كرسيًا على ثلاث درجات ولمدى يصل ما بين 14.800 و15.750 كم، وكان يُخطط لها أن تدخل الخدمة في سنة 2010، ولكن أُجل الموعد حتى أوائل عام 2013. تهدف بوينغ من وراء هذا الطراز منافسة طائرات الإيرباص 300-330 و200-330 وأيضا لتحل محل طائراتها ER 767-400. وكمثيلتها 8-787 فإنها ستفتح خطوط جديدة مباشرة دون توقف، آخذة معها شحن أكبر وركاب أقل بكفاءة أكبر من ER 777-200 أو الإيرباص A340-300/500. يختلف هذا النوع عن الشكل الآخر وهو 8-787 بعدة أمور مثل قوة بنية الهيكل وطوله وسعة وقود أعلى ووزن إقلاع أكبر، بالإضافة إلى أن طول الجناح لديها أكبر من مثيلتها.
عند العرض الأول، كان سعة الوقود عند طراز 9-787 مشابهة لمثيلتيها الأخرتين، أعطى اختلاف التصاميم لاحقًا وزن أعلى مما أدى إلى مدى أقصر من الطائرة 8-787، وبعد مشاورات مع الزبائن من شركات الطيران، تمّ تغير التصميم بحيث أضيف خزان أمامي لزيادة سعة الوقود، مما أدى لزيادة المدى وزيادة بالوزن الأقصى لطائرة عند الإقلاع عن النوعين الآخرين. تلك النسخة قادرة على الطيران بدون توقف من نيويورك إلى مانيلا أو من موسكو إلى ساوباولو، وذلك من شأنه أن يقلل تكلفة الطيران للراكب فيها عن الراكب في مثيلاتها.
كانت المبيعات الأولى لتلك النسخة محدودة، حيث كان مقررًا إدخالها الخدمة عام 2010. تعتبر طائرات 8-787 أصغر حجمًا وستدخل الخدمة بوقت أقرب من غيرها، مما جذب معظم شركات الطيران وجعلها أكثر طلبًا من غيرها، وقد بيع إنتاج السنوات الأربع الأولى بالكامل، مما جعل تلك شركات تقيم مميزات الطائرة 8-787 مع 9-787 بحيث أصبح تسليم بعضها مخططًا لما بعد سنة 2010. توقعات المحللين بأن 9-787 ذات السعة الأكبر والمدى الأطول ستكون الأكثر طلبًا وخاصة عند شركات الطيران الناجحة. كانت الخطوط النيوزيلندية هي الزبون الأول طالب هذا الطراز، والثاني لطائرات 787 بعد خطوط كل اليابان. أمّا أكبر الطلبات على 9-787 فقد تمّت من قبل شركات خطوط كوانتاس والسنغافورية وكونتيننتال.

### 10-787

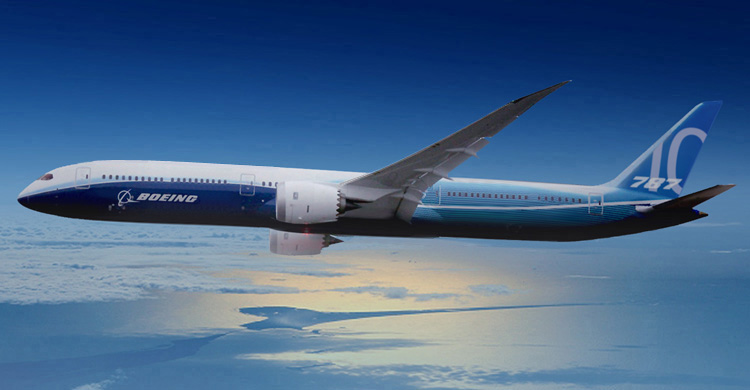
تخيل رسام لطراز "787-10"، وهو أكبر طرازات دريملاينر، والذي انطلق رسميا برنامجه التطويري في 2013

في ديسمبر 2005، وبدفع من قبل كل من طيران الإمارات وخطوط كانتاس، قامت بوينغ بدراسة إمكانية تمديد حجم طراز "787-9" ليتسع من 290 إلى 310 راكب في طراز جديد يطلق عليه اسم "787-10"، وبنفس قدرة وسعة كل من طرازي إيرباص إيه 350-900 وبوينغ 777-200إي آر. في وقت مبكر من عام 2006، أستمرت المناقشات مع العملاء. وقال مايك بير، نائب رئيس بوينغ ومدير عام تطوير برنامج 787 حينذاك، كان من السهل المضي قدما في تطوير "787-10" بعد أن قام زبائن آخرين بتتبع طلب طيران الإمارات.
في 30 مايو 2013، الخطوط الجوية السنغافورية أصبحـت عميل الإطلاق الأول بعد أن تقدمت بأمر لشراء 30 طائرة من طراز "787-10"، مشترطة على بوينغ أن تطلق برنامجها التطويري للطائرة، ليتم تسليمها في 2018-2019.
في 18 يونيو 2013، أطلقت شركة بوينغ رسميا "787-10" في معرض باريس للطيران، مع أوامر أو التزامات لشراء 102 طائرة، كانت على النحو التالي: "شركة تأجير الطائرات (ALC) لعدد (30) طائرة، الخطوط الجوية السنغافورية (30)طائرة، الخطوط الجوية المتحدة (20)طائرة، شركة الخطوط الجوية البريطانية (IAG) (12) طائرة، وجيكاس (GECAS) (10) طائرات.
سيكون طراز "787-10" طويل المدى، قادر على الطيران لمسافة تصل إلى 6430 ميل بحري (11910 كم، 7400 ميل). وبسعة 330 مقعد في تكوين الدرجة الاقتصادية، وبطول 224.1 قدم (68.30 م). ويتوقع أن يكون طراز "787-10" هو البديل المستقبلي عند استبدال طرازات بوينغ 777-200، إيرباص إيه 330، وإيرباص إيه 340. كما أن -10 ستكون هي طائرة بوينغ للمنافسة ضد إيرباص إيه 350، ووفقا لشركة بوينغ، فأنها ستكون أفضل اقتصاديا من إيرباص على الرحلات القصيرة. انتهت بوينغ من التصميم التفصيلي ل -10 في 2 ديسمبر 2015، ومن المقرر أن يبدأ التجمع الرئيسي في عام 2016، تليها أول رحلة في عام 2017 وأول تسليم في عام 2018.

## الطلبات والتوصيل
لم تدخل طائرة بوينغ 787 الخدمة بعد، وستكون أول طائرة تدخل الخدمة عام 2011 لشركة طيران اليابان. تعتبر شركة مؤسسة التمويل التأجيري الدولية (ILFC) من أكبر الزبائن طلبًا لتلك الطائرة (74 طائرة) حيث يشمل طلبها 67 طائرة من طراز 8-787 و7 طائرات من طراز 9-787.
|                                                        |
| البيانات مأخوذة من إحصاء تمّ في 2 نوفمبر 2010. المراجع: |

| 787-3 | 787-8 | 787-9 | غير محددة | طلبات الشركات كاملةً |
| 0     | 642   | 205   |           | 847                 |

- البيانات مأخوذة من إحصاء تمّ في 2 نوفمبر 2010.[3][203]

|              | 2004 | 2005 | 2006 | 2007 | 2008 | 2009 | 2010 | 2011 | 2012 | 2013 | المجموع |
| ------------ | ---- | ---- | ---- | ---- | ---- | ---- | ---- | ---- | ---- | ---- | ------- |
| صافي الطلبات | 56   | 235  | 157  | 369  | 93   | -59  | -4   | 45   | 38   |      | 838     |
| التسليمات    | -    | -    | -    | -    | -    | -    | -    | -    | 33   | -    | 33      |

- البيانات مأخوذة من إحصاء تمّ في 2 نوفمبر 2010.[201][202]

## المواصفات
| النسخة                                   | 787-3                                                                               | 787-8                                                                               | 787-9                                                                               |
| ---------------------------------------- | ----------------------------------------------------------------------------------- | ----------------------------------------------------------------------------------- | ----------------------------------------------------------------------------------- |
| طاقم الملاحة                             | اثنان                                                                               | اثنان                                                                               | اثنان                                                                               |
| الركاب                                   | 290–330                                                                             | 210–250                                                                             | 250–290                                                                             |
| الطول                                    | 186 قدم (57 متر)                                                                    | 186 قدم (57 متر)                                                                    | 206 قدم (63 متر)                                                                    |
| باع الجناح                               | 170 قدم (52 متر)                                                                    | 197 قدم (60 متر)                                                                    | 208 قدم (63 متر)                                                                    |
| زاوية انفراج الجناح للخلف                | 32.2°                                                                               | 32.2°                                                                               | 32.2°                                                                               |
| ارتفاع                                   | 55 قدم 6 انش (16.92 متر)                                                            | 55 قدم 6 انش (16.92 متر)                                                            | 55 قدم 6 انش (16.92 متر)                                                            |
| ارتفاع جسم الطائرة                       | 19 قدم 5 انش (5.91 متر)                                                             | 19 قدم 5 انش (5.91 متر)                                                             | 19 قدم 5 انش (5.91 متر)                                                             |
| عرض جسم الطائرة                          | 18 قدم 11 انش (5.75 متر)                                                            | 18 قدم 11 انش (5.75 متر)                                                            | 18 قدم 11 انش (5.75 متر)                                                            |
| عرض كابينة الطائرة                       | 18 قدم (5.49 متر)                                                                   | 18 قدم (5.49 متر)                                                                   | 18 قدم (5.49 متر)                                                                   |
| سعة الشحن                                | 4,400 قدم³ (124.6 متر³) 28 LD3                                                      | 4,400 قدم³ (124.6 متر³) 28 LD3                                                      | 5,400 قدم³ (152.9 متر³) 36 LD3                                                      |
| الوزن الفارغ                             | 223,000 رطل (101,151.1 كـغ)                                                         | 242,000 رطل (109,769.4 كـغ)                                                         | 254,000 رطل (115,212.5 كـغ)                                                         |
| وزن الإقلاع الأقصى                       | 364,000 رطل (165,107.6 كـغ)                                                         | 484,000 رطل (219,538.7 كـغ)                                                         | 540,000 رطل (244,939.9 كـغ)                                                         |
| سرعة العبور                              | ماخ 0.85 (903 كم/ساعة، 561 ميل بالساعة، 487 عقدة)، على ارتفاع 40,000 قدم - 12.19 كم | ماخ 0.85 (903 كم/ساعة، 561 ميل بالساعة، 487 عقدة)، على ارتفاع 40,000 قدم - 12.19 كم | ماخ 0.85 (903 كم/ساعة، 561 ميل بالساعة، 487 عقدة)، على ارتفاع 40,000 قدم - 12.19 كم |
| السرعة القصوى                            | ماخ 0.89 (945 كم/ساعة، 587 ميل بالساعة، 510 عقدة)، على ارتفاع 40,000 قدم - 12.19 كم | ماخ 0.89 (945 كم/ساعة، 587 ميل بالساعة، 510 عقدة)، على ارتفاع 40,000 قدم - 12.19 كم | ماخ 0.89 (945 كم/ساعة، 587 ميل بالساعة، 510 عقدة)، على ارتفاع 40,000 قدم - 12.19 كم |
| المدى بحمولة كاملة (ليست الحمولة القصوى) | 2,500 – 3,050 ميل بحري (4,650 – 5,650 كم)                                           | 7,650 – 8,200 ميل بحري (14,200 – 15,200 كم)                                         | 8,000 – 8,500 م.ب (14,800 – 15,750 كم)                                              |
| السعة القصوى للوقود                      | 36,693 جالون أمريكي (138,898 لتر)                                                   | 36,693 جالون أمريكي (138,898 لتر)                                                   | 33,528 جالون أمريكي (126,917 لتر)                                                   |
| أقصى ارتفاع للطائرة                      | 43,000 قدم (13.1 كم)                                                                | 43,000 قدم (13.1 كم)                                                                | 43,000 قدم (13.1 كم)                                                                |
| المحركات (2×)                            | جنرال إلكتريك جي إي أن إكس أو رولز رويس ترنت 1000                                   | جنرال إلكتريك جي إي أن إكس أو رولز رويس ترنت 1000                                   | جنرال إلكتريك جي إي أن إكس أو رولز رويس ترنت 1000                                   |
| أقصى دفع للمحركات                        | 53,000 رطل (235.8 كيلو نيوتن)                                                       | 64,000 رطل (284.7 كيلو نيوتن)                                                       | 70,000 رطل (311.4 كيلو نيوتن)                                                       |

المصادر: تقرير المطار، صحيفة نشرة 3-787، صحيفة نشرة 8-787، صحيفة نشرة 9-787.